# Saison 2012 de Sébastien Loeb en sport automobile
2011 2013
La saison 2012 marque la dernière participation de Sébastien Loeb à l'intégralité du championnat WRC avant une retraite progressive du monde des rallyes suivie d'une reconversion sur circuit. Il y remporte un neuvième titre mondial consécutif au terme d'une année dominatrice, n'étant plus contraint par les effets du balayage en vertu du changement de réglementation. Avec l'aide de son nouveau coéquipier Mikko Hirvonen, transfuge de l'équipe adverse Ford et vice-champion du monde en titre, il participe à la conquête d'un huitième sacre Constructeurs pour le compte de Citroën Racing. Il remporte également la médaille d'or lors de l'épreuve de Rallycross des X Games XVIII pour sa première participation et poursuit sa montée en puissance sur circuit dans le cadre du GT Tour, remportant notamment deux victoires en Porsche Carrera Cup France.

## Championnat du monde des rallyes
Comme le stipulent les termes du contrat liant les deux parties, 2012 se pose comme le dernier engagement ferme de Sébastien Loeb vis-à-vis de son employeur Citroën Racing, la saison 2013 ne revêtant qu'un caractère hypothétique et optionnel laissé à l'arbitrage exclusif de l'octuple champion du monde. Si le panorama des équipes engagées au sein du mondial demeure similaire à celui de l'année précédente, il n'en est pas de même concernant celui des pilotes qui présente quelques remaniements significatifs. Vice-champion du monde en titre et principal adversaire de Loeb depuis 2008, Mikko Hirvonen quitte ainsi Ford, chez qui il commença sa carrière, pour occuper le baquet laissé vacant par le départ de Sébastien Ogier, ce dernier ayant fait le choix de rompre son contrat en vigueur avec la marque aux chevrons pour signer chez Volkswagen. Ce transfuge permet dans un second temps à Petter Solberg de retrouver un volant d'usine pour la première fois depuis le retrait de l'équipe Subaru en remplaçant le Finlandais au sein de la marque à l'Ovale. La réglementation du championnat WRC poursuit également son évolution dans une perspective globale de réduction des coûts et concrétise la mise en place de nouvelles mesures destinées à contrer l'usage de stratégies peu éthiques entourant les ordres de passage en spéciales et qui ternirent le déroulement de la saison 2011. Celles-ci se concrétisent par le retour aux grilles inversées ainsi que par le choix laissé aux pilotes de leur position de départ pour la première étape des épreuves disputées sur terre et neige. L'introduction d'un secteur qualificatif chronométré permet alors de déterminer l'ordre dans lequel chaque concurrent doit formuler sa préférence,,,,.

### 80eRallye Automobile Monte-Carlo

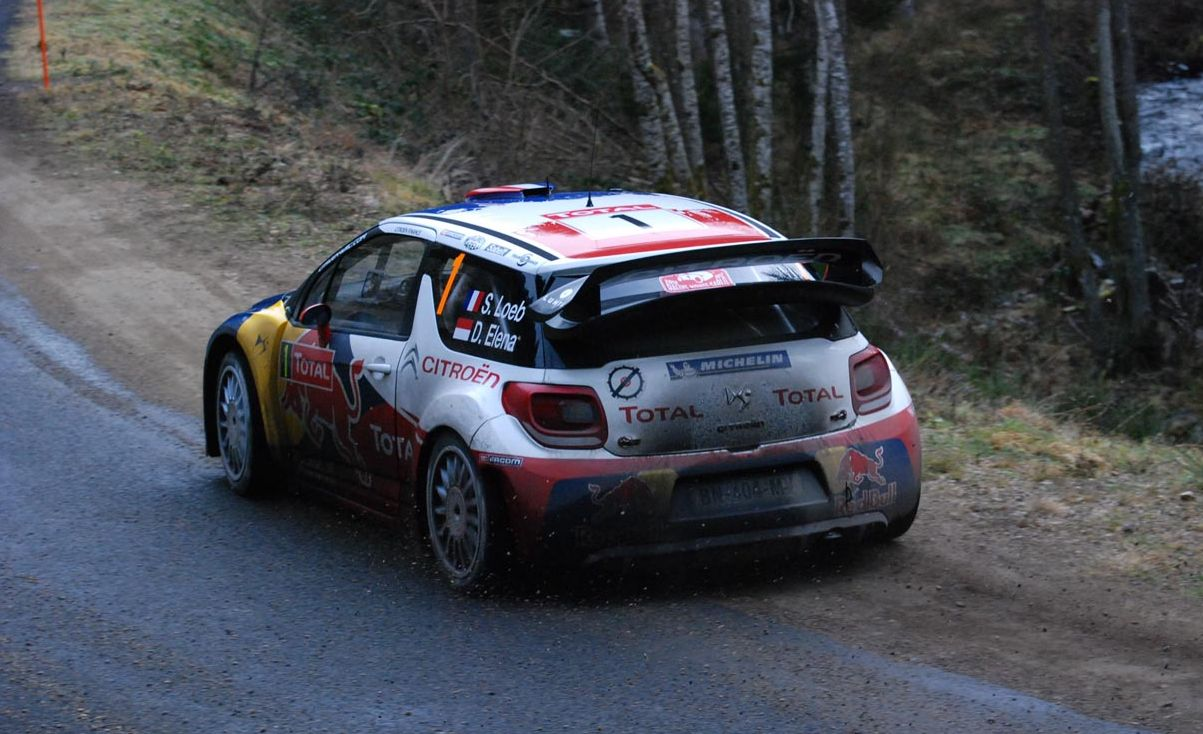
Sébastien Loeb et Daniel Elena remportent leur sixième victoire au rallye Monte-Carlo, de retour au sein du calendrier mondial après trois saisons d'absence.

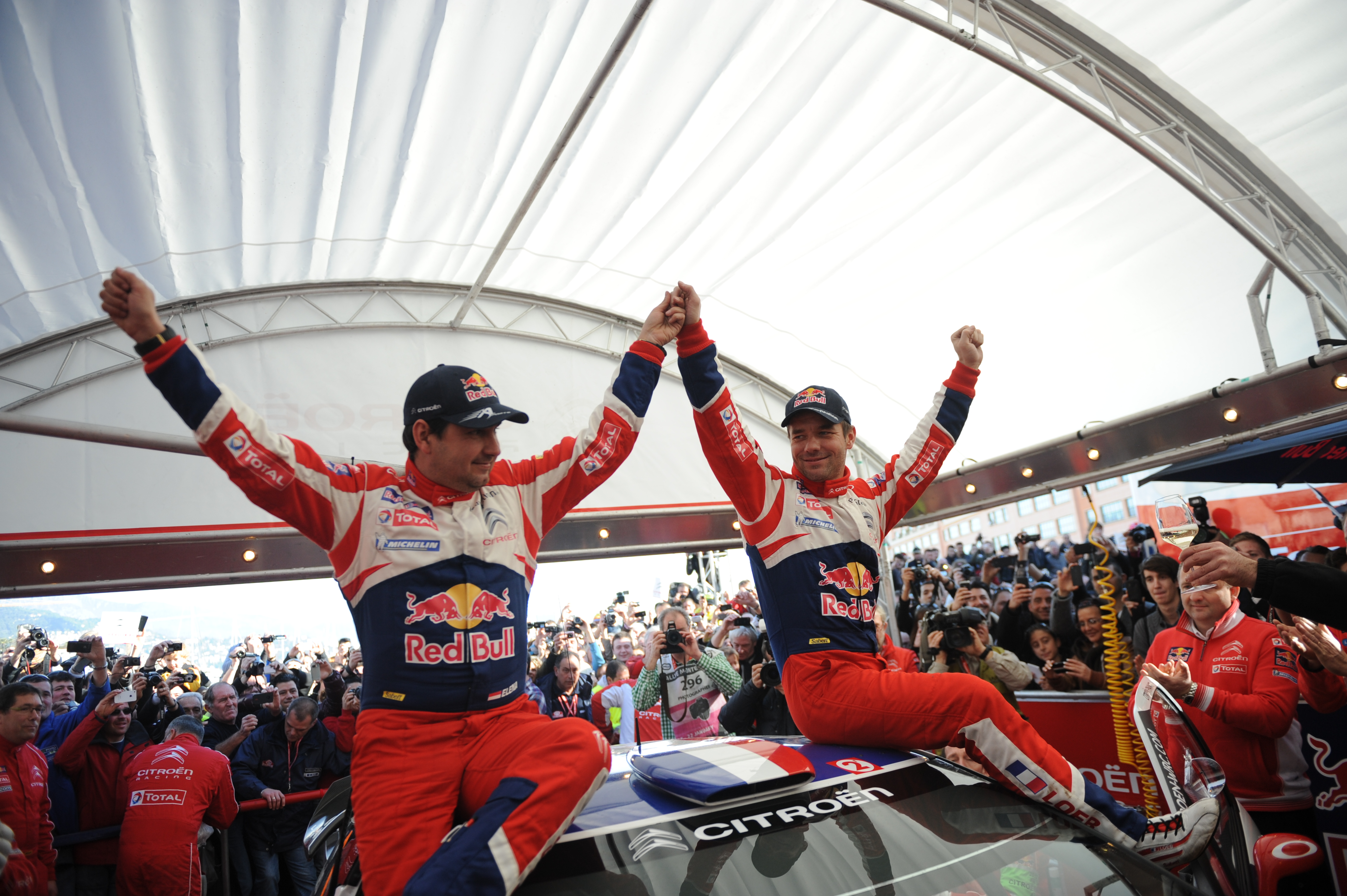
Sébatien Loeb et son copilote, Daniel Elena, célèbrent leur victoire au Rallye Monte-Carlo le 22 janvier 2012 lors de leur retour au stand après la dernière spéciale.

Après trois années d'absence en raison de conflits entre les organisateurs et la FIA, le rallye Monte-Carlo réintègre le calendrier mondial ainsi que le statut de manche d'ouverture qu'il occupait traditionnellement jusqu'alors. Pour ce retour, un tracé ambitieux étalé sur cinq jours est proposé aux pilotes, tant sur la distance totale à parcourir que sur les lieux traversés, comptant notamment le mythique Col de Turini,. Quintuple vainqueur de l'épreuve, Sébastien Loeb signe le premier scratch avant d'abandonner plus de cinquante secondes sur Jari-Matti Latvala dans le secteur suivant, les pneus tendres sélectionnés n'étant alors plus adaptés au parcours. Il poursuit son effort après l'assistance et s'adjuge le temps de référence dans les deux spéciales de la seconde boucle. Voyant son avance fondre dans les temps intermédiaires, le Finlandais part finalement à la faute dans le dernier chrono du jour et se retrouve contraint à l'abandon. Loeb conclut la première étape en tête, titulaire d'une marge de plus d'une minute sur Dani Sordo : « Nous n’avions pas les meilleurs pneus ce matin, mais je savais que je pouvais frapper un grand coup cet après-midi car j’avais les meilleures gommes. Dès que nous touchions l’asphalte entre deux portions de neige, les pneus extra-tendres m’offraient un grip exceptionnel. C’est dommage que Jari-Matti ne soit plus en course car les écarts auraient été serrés ce soir et cela aurait présagé une belle bagarre demain. »,,. Méfiant vis-à-vis des conditions météorologiques changeantes pouvant bouleverser l'ordre établi en dépit d'écarts importants, l'Alsacien conserve un rythme offensif tout au long de la deuxième journée de course. Il enregistre cinq des six temps scratchs au programme et accroît son avance sur Sordo au classement général : « Tout se passe pour le mieux. On a fait une très bonne journée. C'était plus facile et ça ressemblait à un rallye asphalte. Le feeling était bon, on a essayé d'attaquer, on a creusé l'écart. Il le fallait car on ne sait pas quel temps il fera vendredi. Aujourd'hui, les conditions me convenaient. »,,. Le champion du monde réduit la prise de risques à partir de la troisième étape et assure ses trajectoires sur des routes largement verglacées. Jouant la sécurité quant à son choix de pneumatiques, il double son avance sur son poursuivant direct avant d'entamer les spéciales nocturnes du samedi,,. Désormais intouchable à la régulière, il esquive les derniers pièges présents dans les secteurs du Turini et s'impose pour la sixième fois de sa carrière sur le doyen des rallyes mondiaux après s'être adjugé les trois points de la Power Stage : « C'est génial de débuter la saison comme ça. Il y avait une super ambiance hier, avec beaucoup de supporters, de fans. Le Turini a été un moment génial hier. La totalité des points dans la Power Stage, c'est incroyable ! »,,,,.
| Étape   | Jour   | E.S. | Heure   | Nom                                                | Distance | Clas. Spé. | Temps         | Vit. Moy.  | Clas. |
| ------- | ------ | ---- | ------- | -------------------------------------------------- | -------- | ---------- | ------------- | ---------- | ----- |
| Étape 1 | 18 jan | SS1  | 9 h 03  | Le Moulinon - Antraigues 1                         | 36,87 km | 1er        | 24 min 04 s 0 | 91,9 km/h  | 1er   |
| Étape 1 | 18 jan | SS2  | 10 h 21 | Burzet - St. Martial 1                             | 30,48 km | 4e         | 22 min 20 s 9 | 81,8 km/h  | 2e    |
| Étape 1 | 18 jan | SS3  | 14 h 21 | Le Moulinon - Antraigues 2                         | 36,87 km | 1er        | 23 min 47 s 0 | 93,0 km/h  | 2e    |
| Étape 1 | 18 jan | SS4  | 15 h 39 | Burzet - St. Martial 2                             | 30,48 km | 1er        | 20 min 18 s 2 | 90,1 km/h  | 1er   |
| Étape 2 | 19 jan | SS5  | 9 h 33  | Labatie d'Andaure - Lalouvesc 1                    | 19,00 km | 1er        | 11 min 22 s 5 | 100,2 km/h | 1er   |
| Étape 2 | 19 jan | SS6  | 10 h 14 | St. Bonnet - St. Julien-Molhesabate - St. Bonnet 1 | 25,22 km | 1er        | 12 min 37 s 7 | 119,8 km/h | 1er   |
| Étape 2 | 19 jan | SS7  | 11 h 37 | Lamastre - Gilhoc - Alboussière 1                  | 21,66 km | 1er        | 13 min 41 s 8 | 94,9 km/h  | 1er   |
| Étape 2 | 19 jan | SS8  | 14 h 50 | Labatie d'Andaure - Lalouvesc 2                    | 19,00 km | 2e         | 11 min 15 s 1 | 101,3 km/h | 1er   |
| Étape 2 | 19 jan | SS9  | 15 h 31 | St. Bonnet - St. Julien-Molhesabate - St. Bonnet 2 | 25,22 km | 1er        | 12 min 29 s 6 | 121,1 km/h | 1er   |
| Étape 2 | 19 jan | SS10 | 16 h 54 | Lamastre - Gilhoc - Alboussière 2                  | 21,66 km | 1er        | 14 min 00 s 1 | 92,8 km/h  | 1er   |
| Étape 3 | 20 jan | SS11 | 10 h 02 | St. Jean-en-Royans - Font d'Urle                   | 23,28 km | 6e         | 12 min 25 s 3 | 112,4 km/h | 1er   |
| Étape 3 | 20 jan | SS12 | 10 h 43 | Cimetière de Vassieux - Col de Gaudissart          | 24,13 km | 2e         | 15 min 51 s 4 | 91,3 km/h  | 1er   |
| Étape 3 | 20 jan | SS13 | 15 h 11 | Montauban sur l'Ouvèze - Eygalayes                 | 29,89 km | 2e         | 17 min 11 s 6 | 104,3 km/h | 1er   |
| Étape 4 | 21 jan | SS14 | 15 h 11 | Moulinet - La Bollène-Vésubie 1                    | 23,41 km | 3e         | 15 min 40 s 3 | 89,6 km/h  | 1er   |
| Étape 4 | 21 jan | SS15 | 15 h 54 | Lantosque - Lucéram 1                              | 18,81 km | 2e         | 13 min 05 s 4 | 86,2 km/h  | 1er   |
| Étape 4 | 21 jan | SS16 | 19 h 34 | Moulinet - La Bollène-Vésubie 2                    | 23,41 km | 2e         | 15 min 47 s 7 | 88,9 km/h  | 1er   |
| Étape 4 | 21 jan | SS17 | 20 h 17 | Lantosque - Lucéram 2                              | 18,81 km | 2e         | 13 min 13 s 5 | 85,3 km/h  | 1er   |
| Étape 5 | 22 jan | SS18 | 10 h 11 | Ste Agnès - Col de la Madone (Power Stage)         | 5,16 km  | 1er        | 3 min 27 s 8  | 89,4 km/h  | 1er   |

### 60th Rally Sweden
Seule épreuve neige de la saison, le rallye de Suède est également l'une de celles sur laquelle Sébastien Loeb a manqué le plus de réussite au cours de sa carrière face aux pilotes Scandinaves. La marque aux chevrons entend de son côté profiter du recrutement de Mikko Hirvonen pour améliorer sa compétitivité sur cette surface et briser ainsi la série d'invincibilité de Ford qui court depuis 2006. Passé les reconnaissances, le champion du monde avoue se sentir pessimiste pour le départ de cette soixantième édition en raison des conditions de route attendues ne convenant pas à son style de pilotage : « J'aime quand le sol est bien dur avec des murs de neige. Or, cette année, soit ils sont inexistants, soit ils sont très mous et ne permettent pas de s'appuyer. Si on a de la neige sur la route, avec la réglementation actuelle sur les pneus larges, la voiture est intenable. »,,. Quatrième à l'issue de la Super-Spéciale d'ouverture, l'Alsacien écope d'une pénalité de dix secondes dès le premier secteur significatif en raison de réglages tardifs effectués sur sa Citroën DS3 WRC trop sous-vireuse. Rétrogradé en sixième position du général, il signe le scratch dans le premier passage de Opaker avant de réduire progressivement le retard accumulé sur les deux hommes de têtes Mikko Hirvonen et Jari-Matti Latvala sous la barre des sept secondes. Il perd définitivement pied dans la course à la victoire dès les premiers hectomètres de la septième spéciale. Bloqué dans un mur de neige, il abandonne plus de deux minutes et sombre à la onzième place. Il achève les trois derniers tronçons de la journée dans le haut de la feuille des temps, parvenant ainsi à progresser de quatre rangs au moment de rejoindre le parc fermé : « Je me suis fait surprendre en arrivant un peu trop en travers dans un virage à gauche qui conditionnait une épingle à droite. Je n’ai pas réussi à faire tourner la voiture et elle a été se planter dans le mur de neige. Les spectateurs sont venus nous pousser, mais nous avons perdu près de deux minutes. La bagarre pour une place sur le podium est terminée, il nous faut maintenant rouler pour rallier l’arrivée et marquer un maximum de points. »,,. Démotivé, Loeb multiplie les erreurs de pilotage par manque de confiance à l'entame de la deuxième étape. Parti en tête-à-queue dans le premier passage de Sägen, il perd plusieurs dizaines de secondes et ne parviendra à reprendre la sixième place d'Henning Solberg qu'au milieu de la deuxième boucle. Une crevaison survenue dans l'avant-dernier chrono du jour lui ôte finalement l'espoir de revenir au contact de Evgeny Novikov, premier pilote à sa portée : « Cette étape ne restera pas longtemps dans mes mémoires, mais nous avons atteint notre objectif malgré un tête-à-queue et une crevaison… Les écarts sont tels qu'il n'y a pas grand-chose de plus à espérer de ce rallye. »,,. L'Alsacien parcourt la dernière étape sur un rythme relâché, ne faisant appel à sa pointe de vitesse que dans l'ultime spéciale pour cueillir les trois points de la Power Stage et limiter ainsi les pertes au classement mondial : « Je suis constant en Suède. Soit je termine sixième soit je sors de la route! C'est néanmoins un bon résultat dans l'ensemble. En plus on marque les trois points de la Power Stage. C'est tout ce qu'on pouvait espérer après la sortie de route. On reste en tête du championnat, ce qui n'est pas mal. Dans la Power Stage je me suis juste reconditionné pour l'attaque. Il y avait des grosses pierres et je suis surpris par les écarts que j'ai creusés. »,,,.
| Étape   | Jour   | E.S. | Heure   | Nom                     | Distance | Clas. Spé. | Temps         | Vit. Moy.  | Clas. |
| ------- | ------ | ---- | ------- | ----------------------- | -------- | ---------- | ------------- | ---------- | ----- |
| Étape 1 | 9 fév  | SS1  | 20 h 04 | SSS Karlstad 1          | 1,90 km  | 4e         | 1 min 35 s 4  | 71,7 km/h  | 4e    |
| Étape 1 | 10 fév | SS2  | 8 h 04  | Mitandersfors           | 27,07 km | 4e         | 14 min 16 s 6 | 113,8 km/h | 6e    |
| Étape 1 | 10 fév | SS3  | 9 h 28  | Opaker 1                | 20,17 km | 1er        | 10 min 45 s 8 | 112,4 km/h | 5e    |
| Étape 1 | 10 fév | SS4  | 10 h 03 | Kirkener 1              | 7,10 km  | 2e         | 5 min 42 s 9  | 74,5 km/h  | 4e    |
| Étape 1 | 10 fév | SS5  | 10 h 38 | Finnskogen 1            | 20,97 km | 3e         | 11 min 59 s 7 | 104,9 km/h | 4e    |
| Étape 1 | 10 fév | SS6  | 12 h 48 | Opaker 2                | 20,17 km | 1er        | 10 min 30 s 1 | 115,2 km/h | 3e    |
| Étape 1 | 10 fév | SS7  | 13 h 23 | Kirkener 2              | 7,10 km  | 42e        | 7 min 32 s 1  | 56,5 km/h  | 11e   |
| Étape 1 | 10 fév | SS8  | 13 h 58 | Finnskogen 2            | 20,97 km | 3e         | 11 min 51 s 9 | 106,0 km/h | 8e    |
| Étape 1 | 10 fév | SS9  | 16 h 05 | Torsby                  | 19,21 km | 3e         | 10 min 02 s 0 | 114,9 km/h | 7e    |
| Étape 1 | 10 fév | SS10 | 19 h 20 | SSS Karlstad 2          | 1,90 km  | 2e         | 1 min 33 s 2  | 73,4 km/h  | 7e    |
| Étape 2 | 11 fév | SS11 | 7 h 58  | Vargåsen 1              | 24,63 km | 6e         | 13 min 38 s 3 | 108,4 km/h | 7e    |
| Étape 2 | 11 fév | SS12 | 9 h 46  | Sägen 1                 | 14,23 km | 12e        | 7 min 50 s 2  | 108,9 km/h | 7e    |
| Étape 2 | 11 fév | SS13 | 10 h 46 | Fredriksberg 1          | 18,15 km | 3e         | 10 min 32 s 5 | 103,3 km/h | 7e    |
| Étape 2 | 11 fév | SS14 | 12 h 03 | Hagfors Sprint 1        | 1,87 km  | 2e         | 1 min 54 s 5  | 58,8 km/h  | 7e    |
| Étape 2 | 11 fév | SS15 | 13 h 46 | Vargåsen 2              | 24,63 km | 4e         | 13 min 06 s 3 | 112,8 km/h | 7e    |
| Étape 2 | 11 fév | SS16 | 15 h 34 | Sägen 2                 | 14,23 km | 3e         | 7 min 25 s 2  | 115,1 km/h | 6e    |
| Étape 2 | 11 fév | SS17 | 16 h 34 | Fredriksberg 2          | 18,15 km | 8e         | 10 min 40 s 8 | 102,0 km/h | 6e    |
| Étape 2 | 11 fév | SS18 | 17 h 51 | Hagfors Sprint 2        | 1,87 km  | 1er        | 1 min 58 s 0  | 57,1 km/h  | 6e    |
| Étape 3 | 12 fév | SS19 | 8 h 34  | Lesjöfors 1             | 15,00 km | 6e         | 9 min 22 s 4  | 96,0 km/h  | 6e    |
| Étape 3 | 12 fév | SS20 | 9 h 10  | Rämmen 1                | 22,76 km | 5e         | 11 min 52 s 7 | 115,0 km/h | 6e    |
| Étape 3 | 12 fév | SS21 | 9 h 59  | Hagfors 1               | 4,66 km  | 6e         | 3 min 10 s 1  | 88,2 km/h  | 6e    |
| Étape 3 | 12 fév | SS22 | 12 h 08 | Lesjöfors 2             | 15,00 km | 2e         | 9 min 02 s 7  | 99,5 km/h  | 6e    |
| Étape 3 | 12 fév | SS23 | 12 h 44 | Rämmen 2                | 22,76 km | 4e         | 11 min 51 s 3 | 115,2 km/h | 6e    |
| Étape 3 | 12 fév | SS24 | 14 h 11 | Hagfors 2 (Power Stage) | 4,66 km  | 1er        | 2 min 58 s 7  | 93,9 km/h  | 6e    |

### 26º Corona Rally Guanajuato México
Le rallye du Mexique constitue une nouvelle fois la première épreuve de la saison disputée sur terre, surface majoritaire au programme du calendrier mondial. Invaincu depuis 2006 dans la Sierra Madre, Sébastien Loeb s'avoue soulagé de pouvoir enfin se battre à armes égales contre ses adversaires dès le premier jour en vertu de la nouvelle réglementation régissant les ordres de passage,,. Deuxième à l'issue de la Super-Spéciale d'ouverture, l'Alsacien aborde les premiers secteurs significatifs sur un rythme prudent en raison de la présence de nombreuses pierres sur la trajectoire. Trop fougueux, Petter Solberg, alors en tête, crève dans ces portions incriminées tandis que son coéquipier Jari-Matti Latvala casse une suspension dans un virage mal négocié. Loeb hérite mécaniquement des commandes à l'entame de la deuxième boucle et construit une avance d'environ dix secondes sur Mikko Hirvonen au soir de la première étape,. Le champion du monde accroît son offensive le lendemain, triplant la marge le séparant de son coéquipier à l'issue du deuxième passage de Otates avant de réduire la cadence, estimant ne plus pouvoir être rejoint : « C'est sûr que c'est un rallye où j'ai eu pas mal de succès par le passé. Je ne sais pas pourquoi. La journée s'est très bien passée. Elle était très longue avec 180 km de spéciales. On a réussi à creuser l'écart. On possède une belle avance, il faut aller au bout. »,. Toujours sur la retenue, il parcourt la dernière étape sans encombre tandis que Latvala, auteur de la plupart des temps scratchs, part finalement en tonneaux dans le secteur de Guanajuatito. Loeb remporte sa sixième victoire de rang dans la région de León devant Hirvonen, les deux hommes offrant le premier doublé de la saison à la marque aux chevrons : « J'ai pris du plaisir. Je gagne toujours ici, c'est génial. Avec Mikko, nous faisons un et deux, c'est un résultat parfait. »,.
| Étape   | Jour   | E.S. | Heure   | Nom                              | Distance | Clas. Spé.       | Temps            | Vit. Moy.        | Clas. |
| ------- | ------ | ---- | ------- | -------------------------------- | -------- | ---------------- | ---------------- | ---------------- | ----- |
| Étape 1 | 8 mar  | SS1  | 20 h 09 | DC Shoes Street Stage Guanajuato | 1,05 km  | 2e               | 54.1             | 69,9 km/h        | 2e    |
| Étape 1 | 9 mar  | SS2  | 8 h 08  | El Cubilete 1                    | 22,12 km | 3e               | 13 min 29 s 8    | 98,3 km/h        | 3e    |
| Étape 1 | 9 mar  | SS3  | 9 h 06  | Las Minas 1                      | 15,21 km | 2e               | 11 min 24 s 8    | 80,0 km/h        | 3e    |
| Étape 1 | 9 mar  | SS4  | 9 h 47  | Los Mexicanos 1                  | 9,76 km  | 1er              | 7 min 53 s 3     | 74,2 km/h        | 3e    |
| Étape 1 | 9 mar  | SS5  | 10 h 08 | Ortega 1                         | 23,69 km | 1er              | 14 min 08 s 7    | 100,5 km/h       | 2e    |
| Étape 1 | 9 mar  | SS6  | 13 h 36 | El Cubilete 2                    | 22,12 km | 2e               | 13 min 18 s 7    | 99,7 km/h        | 1er   |
| Étape 1 | 9 mar  | SS7  | 14 h 34 | Las Minas 2                      | 15,21 km | 2e               | 11 min 07 s 3    | 82,1 km/h        | 1er   |
| Étape 1 | 9 mar  | SS8  | 15 h 15 | Los Mexicanos 2                  | 9,76 km  | 3e               | 7 min 44 s 8     | 75,6 km/h        | 1er   |
| Étape 1 | 9 mar  | SS9  | 15 h 36 | Ortega 2                         | 23,69 km | Spéciale annulée | Spéciale annulée | Spéciale annulée | 1er   |
| Étape 1 | 9 mar  | SS10 | 17 h 24 | Monster Street Stage León        | 1,23 km  | 1er              | 1 min 16 s 4     | 58,0 km/h        | 1er   |
| Étape 1 | 9 mar  | SS11 | 20 h 13 | Super Special 1                  | 2,21 km  | 8e               | 1 min 45 s 0     | 75,8 km/h        | 1er   |
| Étape 1 | 9 mar  | SS12 | 20 h 18 | Super Special 2                  | 2,21 km  | 8e               | 1 min 43 s 5     | 76,9 km/h        | 1er   |
| Étape 2 | 10 mar | SS13 | 6 h 54  | Ibarrilla 1                      | 29,90 km | 3e               | 18 min 09 s 2    | 98,8 km/h        | 1er   |
| Étape 2 | 10 mar | SS14 | 8 h 12  | Otates 1                         | 41,88 km | 1er              | 30 min 19 s 9    | 82,8 km/h        | 1er   |
| Étape 2 | 10 mar | SS15 | 11 h 06 | Ibarrilla 2                      | 29,90 km | 1er              | 17 min 55 s 3    | 100,1 km/h       | 1er   |
| Étape 2 | 10 mar | SS16 | 12 h 24 | Otates 2                         | 41,88 km | 2e               | 30 min 00 s 1    | 83,8 km/h        | 1er   |
| Étape 2 | 10 mar | SS17 | 15 h 30 | Comanjilla 1                     | 17,91 km | 3e               | 10 min 27 s 3    | 102,8 km/h       | 1er   |
| Étape 2 | 10 mar | SS18 | 16 h 45 | Super Special 3                  | 2,21 km  | 1er              | 3 min 14 s 3     | 40,9 km/h        | 1er   |
| Étape 2 | 10 mar | SS19 | 16 h 50 | Super Special 4                  | 2,21 km  | Spéciale annulée | Spéciale annulée | Spéciale annulée | 1er   |
| Étape 2 | 10 mar | SS20 | 17 h 23 | Comanjilla 2                     | 17,91 km | 4e               | 10 min 25 s 0    | 103,2 km/h       | 1er   |
| Étape 3 | 11 mar | SS21 | 9 h 30  | Super Special 5                  | 4,42 km  | 5e               | 3 min 16 s 0     | 81,2 km/h        | 1er   |
| Étape 3 | 11 mar | SS22 | 10 h 33 | Guanajuatito                     | 54,30 km | 2e               | 36 min 31 s 4    | 89,2 km/h        | 1er   |
| Étape 3 | 11 mar | SS23 | 12 h 06 | Derramadero                      | 10,58 km | 1er              | 7 min 14 s 9     | 87,6 km/h        | 1er   |
| Étape 3 | 11 mar | SS24 | 12 h 31 | VW Power Stage (Power Stage)     | 5,46 km  | 2e               | 3 min 12 s 9     | 101,9 km/h       | 1er   |

### 46º Vodafone Rally de Portugal
Disputée quasi-intégralement de nuit, la première étape du rallye du Portugal provoque un dilemme parmi les pilotes du mondial au moment où ceux-ci doivent décider de leur position de départ d'après les résultats de la manche qualificative. Partir aux avant-postes est logiquement synonyme de balayage accru sur une épreuve abrasive, mais l'absence de lumière du jour démultiplie les effets de la poussière stagnante sur la visibilité des concurrents et pénalise les derniers à s'élancer : « Plus qu'ailleurs, le choix de l'ordre de départ sera épineux. De nuit, la poussière peut rester indéfiniment en suspension. Dans ces conditions, vaut-il mieux balayer la route mais bénéficier d'une bonne visibilité, ou bénéficier d'une trajectoire propre avec le risque de se retrouver dans un brouillard de poussière ? Réaliser un bon temps lors de la spéciale qualificative ne sera pas suffisant, il faudra analyser finement les conditions météo pour faire le bon choix. ». Citroën fait finalement le choix de la sécurité en faisant partir ses deux pilotes en tête, quand le rival Ford opte pour la stratégie inverse,,. C'est finalement la décision de l'écurie de Malcolm Wilson qui s'avère être la bonne. De fortes averses empêchent la poussière de s'élever et annihilent en conséquence le risque de manque de visibilité. Petter Solberg et Jari-Matti Latvala s'emparent rapidement des commandes tandis que Sébastien Loeb parvient à limiter les dégâts en accrochant le trio de tête. Mais une confusion de note entre l'Alsacien et son copilote provoque la sortie de route de l'équipage franco-monégasque dans le secteur de Santa Clara : « J'arrivais sur un ciel amorcé par un court virage à gauche, suivi d'une courbe à droite. Daniel m'a annoncé la bonne note, mais j'ai continué à tourner à gauche. J'ai tenté de corriger, mais ma DS3 a glissé dans un grand fossé et nous sommes partis en tonneaux. ». L'arceau de sécurité ayant été touché lors de l'impact, le champion du monde se voit contraint à un abandon définitif, sans possibilité de repartir le lendemain,. Le rallye est finalement remporté par Mikko Hirvonen avant que le Finlandais ne soit disqualifié pour un problème administratif concernant l'homologation de pièces relatives à l'embrayage et au turbo de sa Citroën DS3 WRC et incombant à la marque aux chevrons, permettant ainsi à Mads Østberg de signer sa première victoire sur tapis vert,,.
| Étape   | Jour    | E.S. | Heure   | Nom                    | Distance | Clas. Spé. | Temps        | Vit. Moy. | Clas.   |
| ------- | ------- | ---- | ------- | ---------------------- | -------- | ---------- | ------------ | --------- | ------- |
| Étape 1 | 29 mar  | SS1  | 15 h 00 | SSS Lisboa             | 3,27 km  | 2e         | 2 min 57 s 2 | 66,4 km/h | 2e      |
| Étape 1 | 29 mar  | SS2  | 20 h 19 | Gomes Aires            | 10,19 km | 3e         | 6 min 44 s 1 | 90,8 km/h | 3e      |
| Étape 1 | 29 mar  | SS3  | 20 h 49 | Santa Clara            | 14,29 km | Abandon    | Abandon      | Abandon   | Abandon |
| Étape 1 | 29 mar  | SS4  | 21 h 25 | Ourique                | 11,10 km | Abandon    | Abandon      | Abandon   | Abandon |
| Étape 2 | 30 mar  | SS5  | 12 h 01 | Tavira 1               | 25,01 km | Abandon    | Abandon      | Abandon   | Abandon |
| Étape 2 | 30 mar  | SS6  | 12 h 36 | Alcarias 1             | 25,15 km | Abandon    | Abandon      | Abandon   | Abandon |
| Étape 2 | 30 mar  | SS7  | 13 h 28 | S. Brás de Alportel 1  | 16,18 km | Abandon    | Abandon      | Abandon   | Abandon |
| Étape 2 | 30 mar  | SS8  | 15 h 56 | Tavira 2               | 25,01 km | Abandon    | Abandon      | Abandon   | Abandon |
| Étape 2 | 30 mar  | SS9  | 16 h 31 | Alcarias 2             | 25,15 km | Abandon    | Abandon      | Abandon   | Abandon |
| Étape 2 | 30 mar  | SS10 | 18 h 20 | S. Brás de Alportel 2  | 16,18 km | Abandon    | Abandon      | Abandon   | Abandon |
| Étape 3 | 31 mar  | SS11 | 9 h 49  | Almodovar 1            | 26,22 km | Abandon    | Abandon      | Abandon   | Abandon |
| Étape 3 | 31 mar  | SS12 | 10 h 43 | Vascão 1               | 25,29 km | Abandon    | Abandon      | Abandon   | Abandon |
| Étape 3 | 31 mar  | SS13 | 11 h 33 | Loulé 1                | 22,57 km | Abandon    | Abandon      | Abandon   | Abandon |
| Étape 3 | 31 mar  | SS14 | 14 h 39 | Almodovar 2            | 26,22 km | Abandon    | Abandon      | Abandon   | Abandon |
| Étape 3 | 31 mar  | SS15 | 15 h 33 | Vascão 2               | 25,29 km | Abandon    | Abandon      | Abandon   | Abandon |
| Étape 3 | 31 mar  | SS16 | 16 h 23 | Loulé 2                | 22,57 km | Abandon    | Abandon      | Abandon   | Abandon |
| Étape 4 | 1er avr | SS17 | 7 h 59  | Silves 1               | 21,42 km | Abandon    | Abandon      | Abandon   | Abandon |
| Étape 4 | 1er avr | SS18 | 8 h 52  | Santana de Serra 1     | 31,04 km | Abandon    | Abandon      | Abandon   | Abandon |
| Étape 4 | 1er avr | SS19 | 9 h 42  | Sambro 1               | 5,08 km  | Abandon    | Abandon      | Abandon   | Abandon |
| Étape 4 | 1er avr | SS20 | 12 h 23 | Silves 2               | 21,42 km | Abandon    | Abandon      | Abandon   | Abandon |
| Étape 4 | 1er avr | SS21 | 13 h 16 | Santana de Serra 2     | 31,04 km | Abandon    | Abandon      | Abandon   | Abandon |
| Étape 4 | 1er avr | SS22 | 14 h 10 | Sambro 2 (Power Stage) | 5,08 km  | Abandon    | Abandon      | Abandon   | Abandon |

### 32º Philips Rally Argentina
Après une première tentative visant à faire évoluer la manche sud-américaine vers un format mixte terre/asphalte, les organisateurs du rallye d'Argentine poursuivent leur projet de transformation en adoptant un parcours tourné vers l'endurance et composé de plus de 500 km de spéciales, soit le plus long de tout le calendrier mondial. Sixtuple vainqueur sortant, Sébastien Loeb hérite du statut de favori au moment du départ, l'un de ses principaux adversaires, Jari-Matti Latvala, ayant du déclarer forfait en raison d'une fracture de la clavicule avant d'être remplacé par Dani Sordo,,,. Vainqueur de la manche qualificative, l'Alsacien abandonne dix secondes dès le premier chrono, long de seulement 6 km, en raison d'un mauvais choix de pneus. Il signe le scratch dans le secteur suivant malgré un tête-à-queue et parvient à se hisser à la deuxième place du classement général avant de concéder près d'une demi-minute à l'arrivée de Ascochinga, victime de sérieux problèmes de survirage alors qu'il pointait en tête des temps partiels à mi-parcours. Le champion du monde profite de l'assistance pour corriger le Set-Up de sa voiture et s'impose dans deux des trois spéciales de l'après-midi. Débarrassé du leader Petter Solberg, contraint à l'abandon par une casse de direction, il s'empare des commandes au soir de la première étape, titulaire d'une avance d'un dixième de seconde sur son coéquipier Mikko Hirvonen : « J'étais plus confiant cet après-midi en mon choix de pneus. Nous sommes maintenant leaders mais Mikko est près… ». Le duel entre les deux hommes gagne en intensité le lendemain matin. Loeb s'adjuge le premier scratch avant que le Finlandais ne réplique dans le secteur suivant. L'Alsacien hausse alors son rythme dans Intiyaco et creuse progressivement l'écart sur son adversaire avant de heurter une pierre et de frôler la sortie de route. Il parvient à achever la spéciale sans concéder de temps et conserve une avance de deux secondes au classement général : « Au niveau pilotage, c'est un terrain assez piégeux : il y a beaucoup de rochers, soit sur les bords soit par terre enchâssés dans la route. Deux spéciales sur trois étaient nouvelles, ce n'était pas évident. J'ai attaqué dans la première, Mikko a répliqué dans la deuxième, dans la trois j'ai attaqué fort au début, il a répliqué au milieu, j'ai répliqué à la fin, et au final ça fait pareil. C'est chaud… Je n'ai pas vu une pierre enchâssée… sur un freinage… ». C'est finalement à l'assistance de mi-journée que Citroën décide de figer les positions d'un commun accord avec ses deux pilotes au regard de l'avance accumulée sur les autres poursuivants : « Nous avons plus d'une minute d'avance… Nous n'avons pas marqué de points Constructeurs au Portugal… Ce serait stupide de faire une erreur maintenant… La bagarre est ouverte, le rallye va être encore long. C'est une décision de l'équipe… Mikko va très vite. Il comprend maintenant très bien comment les pneus fonctionnent. ». Réduisant drastiquement la prise de risques, ils rallient l'arrivée sans encombre et permettent à la marque aux chevrons de signer un nouveau doublé. Loeb remporte quant à lui sa septième victoire en Argentine, la soixante-dixième de sa carrière, et accentue son avance au championnat Pilotes : « Gagner un rallye aussi difficile que celui-là sept fois de suite est incroyable. C'est encore une victoire très sympa ici, en Argentine. C'est un vrai plaisir. Après le rallye du Portugal, c'était important pour le team. »,.
| Étape   | Jour   | E.S. | Heure   | Nom                            | Distance | Clas. Spé. | Temps         | Vit. Moy.  | Clas. |
| ------- | ------ | ---- | ------- | ------------------------------ | -------- | ---------- | ------------- | ---------- | ----- |
| Étape 1 | 26 avr | SS1  | 20 h 08 | Amarok 1                       | 6,04 km  | 8e         | 5 min 05 s 1  | 71,3 km/h  | 8e    |
| Étape 1 | 27 avr | SS2  | 7 h 28  | La Pampa - La Pampa 1          | 37,51 km | 1er        | 23 min 12 s 5 | 97,0 km/h  | 2e    |
| Étape 1 | 27 avr | SS3  | 8 h 21  | Ascochinga - Agua de Oro 1     | 51,88 km | 5e         | 38 min 17 s 2 | 81,3 km/h  | 4e    |
| Étape 1 | 27 avr | SS4  | 12 h 46 | La Pampa - La Pampa 2          | 37,51 km | 1er        | 22 min 56 s 3 | 98,1 km/h  | 2e    |
| Étape 1 | 27 avr | SS5  | 13 h 39 | Ascochinga - Agua de Oro 2     | 51,88 km | 1er        | 37 min 21 s 8 | 83,3 km/h  | 1er   |
| Étape 1 | 27 avr | SS6  | 17 h 23 | Cosquín - Villa Allende        | 19,18 km | 2e         | 13 min 37 s 7 | 84,4 km/h  | 1er   |
| Étape 2 | 28 avr | SS7  | 8 h 30  | San Agustín - Santa Rosa 1     | 20,18 km | 1er        | 12 min 41 s 3 | 95,4 km/h  | 1er   |
| Étape 2 | 28 avr | SS8  | 9 h 18  | Amboy - Santa Mónica 1         | 20,33 km | 3e         | 10 min 42 s 0 | 114,0 km/h | 1er   |
| Étape 2 | 28 avr | SS9  | 10 h 31 | Intiyaco - Golpe de Agua 1     | 39,74 km | 2e         | 22 min 48 s 4 | 104,5 km/h | 1er   |
| Étape 2 | 28 avr | SS10 | 14 h 44 | San Agustín - Santa Rosa 2     | 20,18 km | 3e         | 12 min 40 s 2 | 95,6 km/h  | 1er   |
| Étape 2 | 28 avr | SS11 | 15 h 32 | Amboy - Santa Mónica 2         | 20,33 km | 2e         | 10 min 33 s 4 | 115,5 km/h | 1er   |
| Étape 2 | 28 avr | SS12 | 16 h 45 | Intiyaco - Golpe de Agua 2     | 39,74 km | 3e         | 22 min 49 s 8 | 104,4 km/h | 1er   |
| Étape 2 | 28 avr | SS13 | 19 h 50 | Amarok 2                       | 6,04 km  | 5e         | 4 min 55 s 1  | 73,7 km/h  | 1er   |
| Étape 3 | 29 avr | SS14 | 8 h 00  | Matadero - Ambul               | 65,74 km | 9e         | 39 min 15 s 8 | 100,5 km/h | 1er   |
| Étape 3 | 29 avr | SS15 | 9 h 51  | Mina Clavero - Giulio Cèsare 1 | 17,41 km | 7e         | 16 min 02 s 5 | 65,1 km/h  | 1er   |
| Étape 3 | 29 avr | SS16 | 10 h 32 | El Cóndor - Copina             | 16,32 km | 3e         | 13 min 36 s 6 | 71,9 km/h  | 1er   |
| Étape 3 | 29 avr | SS17 | 14 h 07 | Mina Clavero - Giulio Cèsare 2 | 17,41 km | 6e         | 15 min 45 s 8 | 66,3 km/h  | 1er   |
| Étape 3 | 29 avr | SS18 | 14 h 48 | El Cóndor - Casilla Negra      | 11,16 km | 2e         | 9 min 42 s 7  | 68,9 km/h  | 1er   |
| Étape 3 | 29 avr | SS19 | 15 h 21 | Copina (Power Stage)           | 4,15 km  | 4e         | 2 min 34 s 6  | 96,6 km/h  | 1er   |

### 58th Acropolis The Rally of Gods
Le rallye de l'Acropole conclut une série de trois manches disputées sur terre abrasive et se pose une nouvelle fois comme l'épreuve la plus cassante du calendrier en dépit de l'édulcoration de son parcours avec le temps et de l’efficacité toujours plus grande des voitures engagées. Pour la première fois de sa carrière, Sébastien Loeb aborde ce tracé sans craindre un balayage qui y atteint son paroxysme,. Tout juste remis de sa blessure au ski, Jari-Matti Latvala se hisse en tête dès le coup d'envoi, signant coup sur coup les trois premiers temps scratchs. Peu satisfait de son rythme, Loeb accroche la seconde position avec un déficit limité à trois secondes et s'empare finalement des commandes dans le premier passage de Elikonas lorsque son adversaire finlandais perd le contrôle de sa Ford Fiesta RS WRC dans une jonction. Faisant face à des conditions de route humides et boueuses, rendant l'adhérence précaire, l'Alsacien redouble de prudence après l'assistance de mi-journée et conserve son leadership au soir de la première étape,. Le champion du monde adopte un rythme offensif le lendemain matin en s'imposant dans le premier secteur au programme avant d'assurer dans le tronçon suivant au regard des risques potentiels de crevaison et de casse mécanique. Crédité de quelques secondes d'avance au général, le duel s'amplifie face aux deux pilotes Ford officiels dont les voitures excellent dans les parties instables : « Je suis à fond, je ne peux pas faire mieux. Dans celle-ci, c'était un peu glissant. Je ne peux pas aller aussi vite que les Ford lorsque ça glisse. Maintenant, je vais continuer comme ça, je ne peux rien faire de plus… ». Latvala est finalement le premier à lâcher prise parmi le trio de tête, victime d'une crevaison en sortant trop large dans un virage. Toujours leader, Loeb rejoint le parc fermé de fin d'étape sous la menace directe de Petter Solberg dans la lutte pour la victoire : « Il était très rapide et nous a repris dix secondes en quelques spéciales. On n'a pas été très chanceux non plus. La pluie a commencé à tomber à deux reprises dès qu'on s'est élancé. Je suis prêt pour la bagarre. On va essayer de tenir, on fera au mieux »,. La passe d'armes tourne court et s'achève dès le premier secteur de l'ultime journée de course lorsque le Norvégien part à la faute en tentant de suivre le rythme imposé par le champion du monde. Désormais hors d'atteinte à la régulière, l'Alsacien assure ses trajectoires pour rejoindre l'arrivée sans encombre et remporter sa troisième victoire en terre hellène, s'adjugeant au passage les trois points de la Power Stage : « C'est un grand moment de gagner en Grèce ! Ça a été très long et difficile. C'était éprouvant avec une grosse bagarre. On s'en sort bien. On gagne le rallye et la Power Stage, ça ne pouvait pas être mieux. ».
| Étape   | Jour   | E.S. | Heure   | Nom                        | Distance | Clas. Spé. | Temps         | Vit. Moy.  | Clas. |
| ------- | ------ | ---- | ------- | -------------------------- | -------- | ---------- | ------------- | ---------- | ----- |
| Étape 1 | 24 mai | SS1  | 18 h 28 | Kineta                     | 25,24 km | 2e         | 17 min 40 s 8 | 85,7 km/h  | 2e    |
| Étape 2 | 25 mai | SS2  | 6 h 53  | Aghia Marina               | 13,80 km | 2e         | 9 min 39 s 1  | 85,8 km/h  | 2e    |
| Étape 2 | 25 mai | SS3  | 8 h 31  | Thiva 1                    | 23,60 km | 2e         | 16 min 06 s 4 | 87,9 km/h  | 2e    |
| Étape 2 | 25 mai | SS4  | 10 h 20 | Elikonas 1                 | 19,89 km | 2e         | 14 min 15 s 6 | 83,7 km/h  | 1er   |
| Étape 2 | 25 mai | SS5  | 12 h 25 | Bauxites 1                 | 23,17 km | 2e         | 14 min 10 s 0 | 98,1 km/h  | 1er   |
| Étape 2 | 25 mai | SS6  | 13 h 19 | Drossohori                 | 22,00 km | 1er        | 18 min 13 s 4 | 72,4 km/h  | 1er   |
| Étape 2 | 25 mai | SS7  | 15 h 22 | Bauxites 2                 | 23,17 km | 2e         | 13 min 49 s 6 | 100,5 km/h | 1er   |
| Étape 2 | 25 mai | SS8  | 17 h 05 | Elikonas 2                 | 19,89 km | 2e         | 13 min 42 s 4 | 87,1 km/h  | 1er   |
| Étape 2 | 25 mai | SS9  | 18 h 50 | Thiva 2                    | 23,60 km | 3e         | 16 min 24 s 0 | 86,3 km/h  | 1er   |
| Étape 3 | 26 mai | SS10 | 8 h 38  | Klenia Mycanae 1           | 17,41 km | 1er        | 11 min 24 s 2 | 91,6 km/h  | 1er   |
| Étape 3 | 26 mai | SS11 | 9 h 45  | Ghymmo 1                   | 17,61 km | 4e         | 12 min 40 s 5 | 83,4 km/h  | 1er   |
| Étape 3 | 26 mai | SS12 | 10 h 40 | Kefalari 1                 | 18,40 km | 3e         | 13 min 22 s 9 | 82,5 km/h  | 1er   |
| Étape 3 | 26 mai | SS13 | 12 h 06 | Ziria 1                    | 21,36 km | 1er        | 13 min 02 s 9 | 98,2 km/h  | 1er   |
| Étape 3 | 26 mai | SS14 | 15 h 17 | Klenia Mycanae 2           | 17,41 km | 1er        | 11 min 15 s 8 | 92,7 km/h  | 1er   |
| Étape 3 | 26 mai | SS15 | 16 h 24 | Ghymmo 2                   | 17,61 km | 2e         | 12 min 43 s 1 | 83,1 km/h  | 1er   |
| Étape 3 | 26 mai | SS16 | 17 h 19 | Kefalari 2                 | 18,40 km | 2e         | 14 min 09 s 1 | 78,0 km/h  | 1er   |
| Étape 3 | 26 mai | SS17 | 18 h 45 | Ziria 2                    | 21,36 km | 2e         | 13 min 33 s 2 | 94,6 km/h  | 1er   |
| Étape 4 | 27 mai | SS18 | 9 h 14  | Aghii Theodori 1           | 19,42 km | 2e         | 12 min 42 s 9 | 91,6 km/h  | 1er   |
| Étape 4 | 27 mai | SS19 | 9 h 45  | New Pissia 1               | 11,37 km | 1er        | 8 min 13 s 7  | 82,9 km/h  | 1er   |
| Étape 4 | 27 mai | SS20 | 11 h 57 | Aghii Theodori 2           | 19,42 km | 14e        | 14 min 17 s 8 | 81,5 km/h  | 1er   |
| Étape 4 | 27 mai | SS21 | 12 h 28 | New Pissia 2               | 11,37 km | 6e         | 8 min 14 s 1  | 82,8 km/h  | 1er   |
| Étape 4 | 27 mai | SS22 | 14 h 11 | New Loutraki (Power Stage) | 3,97 km  | 1er        | 2 min 21 s 8  | 100,8 km/h | 1er   |

### 42nd Brother Rally New Zealand
La première moitié du championnat s'achève aux antipodes dans le cadre du rallye de Nouvelle-Zélande, absent du précédent calendrier en raison de l'alternance avec son voisin australien. Double vainqueur de l'épreuve, dont le nouveau parcours fait appel à des spéciales de la région d'Auckland inédites en mondial depuis près de deux décennies, Sébastien Loeb s'avoue satisfait de retrouver une surface roulante après trois manches consécutives disputées sur terre abrasive,,. Le choix de l'ordre de passage à l'issue du secteur qualificatif pose un dilemme aux différents concurrents en raison du compromis à réaliser entre le handicap du balayage et les risques d'humidité pouvant transformer les pistes en bourbier impraticable au fur et à mesure des passages. Parmi les pilotes d'usine, seul Jari-Matti Latvala décide de partir en queue de peloton, lui permettant ainsi de s'emparer des commandes dès le premier chrono avant de lâcher prise dans les secteurs suivants en raison de la dégradation progressive des conditions de route. Profitant de sa position d'ouvreur, Mikko Hirvonen se hisse en tête à l'issue du premier passage de Whaanga Coast, creusant un écart de près de dix secondes sur Loeb avant que le champion du monde ne réagisse en signant trois temps scratchs consécutifs. L'Alsacien prend finalement le dessus sur son coéquipier au cours de la deuxième boucle en se risquant à des combinaisons de gommes originales et rejoint le parc fermé de fin d'étape avec une avance de quatre secondes. L'écurie Ford est confrontée à de nouveaux déboires. Petter Solberg se voit rapidement écarter de la lutte pour la victoire après un mauvais choix de pneus tandis que Latvala part finalement à la faute dans une ornière de la septième spéciale. Les conditions d'adhérence demeurent précaires tout au long de la deuxième journée de course. Loeb poursuit son duel contre Hirvonen et tend progressivement à creuser l'écart sur le Finlandais avant de perdre tout le bénéfice de sa prise de risques lors des deux passages de Girls High School, une spéciale qu'il avoue ne pas apprécier. Il achève finalement cette seconde étape avec une marge d'environ sept secondes sur son coéquipier : « Cette bataille est excitante, et dimanche, il faudra que j'attaque encore pour le garder derrière moi. ». Constatant la relégation du premier adversaire direct à près de deux minutes de ses pilotes, la direction de Citroën Racing prend à ce moment le parti de figer les positions dans le but d'assurer un nouveau doublé : « Nous avons figé les positions car notre objectif principal est de finir premier et deuxième. Il serait dommage de perdre le bénéfice de deux jours en seulement soixante kilomètres de spéciales. Et comme Sébastien est a priori un peu mieux pourvu en pneus tendres, cela ne servait à rien de prendre des risques. Ils vont surtout observer ce qui se passera derrière eux au classement. »,. Loeb parcourt l'ultime journée au programme sur un rythme assuré et rejoint l'arrivée sans encombre, décrochant sa troisième victoire de rang : « L’idée de partir en vacances avec une avance confortable au championnat me réjouit grandement. C’est vrai que la première partie de la saison a été fantastique, avec cinq victoires en sept rallyes. Je ne peux pas dire que ça ne s'annonce pas bien, ça s'annonce très bien. Faut que ça dure ! ».
| Étape   | Jour    | E.S. | Heure   | Nom                                    | Distance | Clas. Spé. | Temps         | Vit. Moy.  | Clas. |
| ------- | ------- | ---- | ------- | -------------------------------------- | -------- | ---------- | ------------- | ---------- | ----- |
| Étape 1 | 22 juin | SS1  | 8 h 28  | Te Hutewai 1                           | 11,18 km | 3e         | 7 min 41 s 9  | 87,1 km/h  | 3e    |
| Étape 1 | 22 juin | SS2  | 8 h 51  | Brother Whaanga Coast 1                | 29,67 km | 2e         | 21 min 02 s 0 | 84,6 km/h  | 2e    |
| Étape 1 | 22 juin | SS3  | 10 h 24 | Te Akau South 1                        | 31,82 km | 1er        | 18 min 21 s 9 | 104,0 km/h | 2e    |
| Étape 1 | 22 juin | SS4  | 11 h 07 | Te Akau North 1                        | 32,13 km | 1er        | 17 min 04 s 3 | 112,9 km/h | 2e    |
| Étape 1 | 22 juin | SS5  | 13 h 33 | Te Hutewai 2                           | 11,18 km | 1er        | 7 min 33 s 5  | 88,7 km/h  | 2e    |
| Étape 1 | 22 juin | SS6  | 13 h 56 | Brother Whaanga Coast 2                | 29,67 km | 3e         | 20 min 47 s 4 | 85,6 km/h  | 2e    |
| Étape 1 | 22 juin | SS7  | 15 h 29 | Te Akau South 2                        | 31,82 km | 1er        | 18 min 09 s 9 | 105,1 km/h | 2e    |
| Étape 1 | 22 juin | SS8  | 16 h 12 | Te Akau North 2                        | 32,13 km | 1er        | 16 min 54 s 1 | 114,1 km/h | 1er   |
| Étape 2 | 23 juin | SS9  | 9 h 13  | Batley                                 | 17,61 km | 2e         | 9 min 49 s 6  | 107,5 km/h | 1er   |
| Étape 2 | 23 juin | SS10 | 10 h 01 | Brother Mititai 1                      | 23,22 km | 4e         | 12 min 15 s 5 | 113,7 km/h | 1er   |
| Étape 2 | 23 juin | SS11 | 10 h 34 | Girls High School 1                    | 26,99 km | 5e         | 15 min 44 s 4 | 102,9 km/h | 1er   |
| Étape 2 | 23 juin | SS12 | 14 h 02 | Waipu Gorge                            | 11,38 km | 1er        | 6 min 34 s 2  | 103,9 km/h | 1er   |
| Étape 2 | 23 juin | SS13 | 14 h 25 | Brooks                                 | 13,60 km | 1er        | 8 min 00 s 7  | 101,9 km/h | 1er   |
| Étape 2 | 23 juin | SS14 | 15 h 08 | Brother Mititai 2                      | 23,22 km | 2e         | 12 min 14 s 8 | 113,8 km/h | 1er   |
| Étape 2 | 23 juin | SS15 | 15 h 41 | Girls High School 2                    | 26,99 km | 4e         | 15 min 37 s 7 | 103,6 km/h | 1er   |
| Étape 3 | 24 juin | SS16 | 8 h 08  | Burnside - Wech Access 1               | 7,30 km  | 6e         | 4 min 16 s 5  | 102,5 km/h | 1er   |
| Étape 3 | 24 juin | SS17 | 8 h 26  | Brother Puhoi 1                        | 17,94 km | 5e         | 10 min 29 s 0 | 102,7 km/h | 1er   |
| Étape 3 | 24 juin | SS18 | 9 h 44  | SSS Auckland Domain 1                  | 2,05 km  | 5e         | 1 min 46 s 6  | 69,2 km/h  | 1er   |
| Étape 3 | 24 juin | SS19 | 11 h 28 | SSS Auckland Domain 2                  | 2,05 km  | 2e         | 1 min 44 s 4  | 70,7 km/h  | 1er   |
| Étape 3 | 24 juin | SS20 | 12 h 36 | Brother Puhoi 2                        | 17,94 km | 2e         | 10 min 24 s 0 | 103,5 km/h | 1er   |
| Étape 3 | 24 juin | SS21 | 13 h 09 | Auckland Conventions Ahuroa            | 6,75 km  | 6e         | 4 min 02 s 8  | 100,1 km/h | 1er   |
| Étape 3 | 24 juin | SS22 | 13 h 40 | Burnside - Wech Access 2 (Power Stage) | 7,30 km  | 3e         | 4 min 16 s 0  | 102,7 km/h | 1er   |

### 62nd Neste Oil Rally Finland
Après une pause estivale de cinq semaines, le championnat WRC reprend son cours dans le cadre du rallye de Finlande, épreuve pour laquelle les pilotes locaux ont toujours reçu la faveur des pronostics. Sébastien Loeb entame cette seconde moitié de saison disputée exclusivement sur le continent européen avec une avance significative au classement mondial et affirme ne pas être prêt à prendre tous les risques pour s'imposer une nouvelle fois sur les mille lacs,. L'Alsacien s'empare des commandes dès le coup d'envoi, signant le scratch dans les deux principaux secteurs de la courte première étape et devançant de sept secondes un trio de Scandinaves : « Le feeling avec la voiture était vraiment bon aujourd'hui. J'ai roulé à bloc dans Mynnilä, il était dur de faire mieux que mon temps. ». La seconde journée de course se résume à un duel très serré entre le champion du monde et Mikko Hirvonen, auteurs de huit temps scratchs sur les neuf au programme. L'écart séparant les deux hommes tombera sous la barre des trois secondes à mi-parcours tandis que Jari-Matti Latvala et Mads Østberg se révèlent impuissant à suivre le rythme imposé. Loeb ne lâchera jamais la tête et conservera l'avantage au classement général jusqu'au moment de rejoindre le parc fermé de fin d'étape : « Rien n'est fait. Cela a été une grosse bagarre. Mikko a roulé très fort toute la journée. Je vais attaquer demain matin et on verra où on en est. On est tous les deux à la limite, c'est difficile de faire des écarts. Je n'ai pas l'intention de lui faire un cadeau mais si à un moment donné, je vois que je dépasse les bornes, je donnerai priorité au championnat et je finirai deuxième. Si je rentre chez moi avec zéro point et en ayant cassé la voiture, je ne serai pas content ! ». Yves Matton, directeur de Citroën Racing, annonce de son côté l'absence d'ingérence de la part de la structure française dans la lutte que se livrent ses deux pilotes : « Il n'est pas prévu d'appliquer des consignes. On avait décidé, déjà à la fin du rallye de Nouvelle-Zélande qu'il n'y en aurait pas. C'est dû à la spécificité du rallye de Finlande : on sait que la bagarre va être intense, à la seconde. Il y a peu de chances qu'on arrive à ce genre de situation. Et puis, notre avance au championnat permet qu'on se donne un peu plus de liberté, qu'on prenne un peu plus de risques, pour que nos pilotes se sentent en confiance et que ce soit clair dans leur tête. On leur avaient signifié qu'ici, quoiqu'il arrivait, ils pouvaient rouler jusqu'à la fin. »,. Le champion du monde adopte un rythme agressif dès le coup d'envoi de l'ultime journée. Auteur du chrono de référence dans trois des quatre secteurs de la première boucle, il porte sa marge à près de dix secondes sur son coéquipier avant les deux passages dans Ouninpohja clôturant l'épreuve : « C'est une spéciale mythique du rallye de Finlande. Elle est longue, très difficile, très rapide, très technique. Si ça fait une semaine que tout le monde en parle alors qu'il y en a plein d'autres ici, c'est qu'elle a quelque chose de différent. Dans ma situation, je ne vais pas baisser les bras. Que j'en ai envie ou pas, je suis obligé de le faire ». Spéciale emblématique du rallye de Finlande, connue de tous les pilotes nordiques, ce dernier tronçon est dominé par Hirvonen qui ne parvient cependant pas à reprendre un temps suffisant à Sébastien Loeb. L'Alsacien s'adjuge finalement la troisième victoire de sa carrière dans la région des mille lacs après avoir occupé la tête du classement général de bout en bout : « C'est très satisfaisant de l'emporter ici, je ne m'y attendais pas. On s'est livré une belle bataille avec Mikko et réussir ce doublé pour Citroën, c'est excellent. »,.
| Étape   | Jour   | E.S. | Heure   | Nom                        | Distance | Clas. Spé. | Temps         | Vit. Moy.  | Clas. |
| ------- | ------ | ---- | ------- | -------------------------- | -------- | ---------- | ------------- | ---------- | ----- |
| Étape 1 | 2 août | SS1  | 17 h 23 | Koukunmaa                  | 13,68 km | 1er        | 6 min 59 s 8  | 117,3 km/h | 1er   |
| Étape 1 | 2 août | SS2  | 19 h 00 | SSS Jokimaa                | 2,00 km  | 2e         | 1 min 32 s 6  | 77,8 km/h  | 1er   |
| Étape 1 | 2 août | SS3  | 20 h 50 | Mynnilä                    | 14,22 km | 1er        | 6 min 34 s 7  | 129,7 km/h | 1er   |
| Étape 2 | 3 aoû  | SS4  | 7 h 42  | Urria                      | 12,75 km | 1er        | 5 min 59 s 5  | 127,7 km/h | 1er   |
| Étape 2 | 3 aoû  | SS5  | 8 h 39  | Jukojärvi                  | 22,29 km | 2e         | 10 min 37 s 2 | 125,9 km/h | 1er   |
| Étape 2 | 3 aoû  | SS6  | 11 h 28 | Mökkiperä 1                | 11,38 km | 2e         | 5 min 30 s 2  | 124,1 km/h | 1er   |
| Étape 2 | 3 aoû  | SS7  | 12 h 14 | Palsankylä 1               | 13,92 km | 1er        | 7 min 06 s 8  | 117,4 km/h | 1er   |
| Étape 2 | 3 aoû  | SS8  | 13 h 32 | Lankamaa 1                 | 23,06 km | 4e         | 11 min 12 s 6 | 123,4 km/h | 1er   |
| Étape 2 | 3 aoû  | SS9  | 16 h 08 | Mökkiperä 2                | 11,38 km | 2e         | 5 min 28 s 5  | 124,7 km/h | 1er   |
| Étape 2 | 3 aoû  | SS10 | 16 h 54 | Palsankylä 2               | 13,92 km | 1er        | 7 min 01 s 7  | 118,8 km/h | 1er   |
| Étape 2 | 3 aoû  | SS11 | 18 h 12 | Lankamaa 2                 | 23,06 km | 3e         | 11 min 04 s 0 | 125,0 km/h | 1er   |
| Étape 2 | 3 aoû  | SS12 | 20 h 00 | SSS Kileri                 | 2,06 km  | 1er        | 1 min 22 s 8  | 89,6 km/h  | 1er   |
| Étape 3 | 4 aoû  | SS13 | 7 h 56  | Surkee 1                   | 14,95 km | 1er        | 8 min 05 s 7  | 110,8 km/h | 1er   |
| Étape 3 | 4 aoû  | SS14 | 8 h 54  | Leustu 1                   | 21,94 km | 2e         | 10 min 27 s 3 | 125,9 km/h | 1er   |
| Étape 3 | 4 aoû  | SS15 | 11 h 18 | Surkee 2                   | 14,95 km | 1er        | 8 min 00 s 3  | 112,1 km/h | 1er   |
| Étape 3 | 4 aoû  | SS16 | 12 h 16 | Leustu 2                   | 21,94 km | 1er        | 10 min 20 s 2 | 127,4 km/h | 1er   |
| Étape 3 | 4 aoû  | SS17 | 15 h 37 | Ouninpohja 1               | 33,01 km | 2e         | 15 min 29 s 1 | 127,9 km/h | 1er   |
| Étape 3 | 4 aoû  | SS18 | 18 h 00 | Ouninpohja 2 (Power Stage) | 33,01 km | 3e         | 15 min 18 s 4 | 129,4 km/h | 1er   |

### 30. ADAC Rallye Deutschland
Après six manches consécutives disputées sur terre, le rallye d'Allemagne marque le coup d'envoi des épreuves asphalte pour cette saison. Auteur de huit victoires, dont la première de sa carrière, sur les neuf éditions de la manche germanique ayant été organisées dans le cadre du championnat WRC, Sébastien Loeb vit sa série brisée l'année précédente par l'inconsistance des pneus Michelin nouvellement introduits : « Au moins, on a arrêté de me demander combien de fois je pourrais le gagner de suite ! L'an passé, j'étais bien parti pour m'imposer, mais j'ai manqué de réussite en crevant en pleine ligne droite. Depuis, Michelin a bien réagi en introduisant de nouveaux pneus à carcasse plus rigide. Début juillet, nous avons consacré une bonne partie de nos essais à adapter les liaisons au sol à cette évolution. Je suis satisfait des progrès effectués. Nous risquons d'être un peu moins performants sur les parties bosselées, mais ce sera la même chose pour tout le monde. »,. Bien qu'adoptant un rythme prudent sur les premières spéciales qu'il juge piégeuses, l'Alsacien confirme sa réputation de maître des surfaces goudronnées en s'imposant dans tous les secteurs de la boucle matinale. Détenteur d'une avance d'environ quinze secondes sur les deux pilotes Ford d'usine à l'assistance de mi-parcours, il poursuit son effort à l'abord des deuxièmes passages et se surprend à réaliser le scratch dans Moselland malgré des trajectoires non optimales : « C'est toujours difficile ici. Spécialement cette année où on a eu que deux passages en reconnaissance. C'était piégeur, étroit. Je n'ai surtout pas voulu trop en faire. ». La deuxième étape est marquée par de fortes précipitations contribuant à rendre l'adhérence inconstante. Dans ces conditions précaires, le champion du monde creuse des écarts significatifs sur la concurrence dès le premier chrono du jour, reléguant son plus proche poursuivant Petter Solberg au-delà des quarante secondes. Le Norvégien part finalement à la faute dans le premier passage de Arena Panzerplatte, imité par quatre autres pilotes jusqu'alors présents dans les places rémunératrices de points. Loeb rejoindra le parc fermé sans encombre, limitant la prise de risques tout en conservant un rythme soutenu. Titulaire de près de deux minutes d'avance sur Jari-Matti Latvala, le champion du monde achève la dernière journée de course par deux scratchs supplémentaires, dont celui comptant pour la Power Stage, et s'adjuge une neuvième victoire inédite sur les rives de la Moselle : « Ce fut dur : les conditions étaient difficiles, le choix des pneus aussi. Mais nous avons bien piloté avec une voiture parfaite. J'avais beaucoup de confiance dans la voiture, je n'ai pas commis d'erreur. C'était important sur ces routes avec toute cette boue. C'était difficile de la garder sur ces routes étroites. Je prends aussi les trois points de la Power Stage : le week-end parfait. Et puis, c'est un rallye que j'apprécie beaucoup : j'y prends beaucoup de plaisir et j'y ai beaucoup de supporters. J'y ai remporté beaucoup de victoires, c'est très agréable. »,.
| Étape   | Jour   | E.S. | Heure   | Nom                                    | Distance | Clas. Spé. | Temps         | Vit. Moy.  | Clas. |
| ------- | ------ | ---- | ------- | -------------------------------------- | -------- | ---------- | ------------- | ---------- | ----- |
| Étape 1 | 24 aoû | SS1  | 10 h 48 | Mittelmosel 1                          | 24,90 km | 1er        | 14 min 42 s 9 | 101,5 km/h | 1er   |
| Étape 1 | 24 aoû | SS2  | 11 h 36 | Moselland 1                            | 22,79 km | 1er        | 14 min 19 s 7 | 95,4 km/h  | 1er   |
| Étape 1 | 24 aoû | SS3  | 12 h 29 | Graftschaft 1                          | 21,23 km | 1er        | 12 min 19 s 5 | 103,4 km/h | 1er   |
| Étape 1 | 24 aoû | SS4  | 16 h 17 | Mittelmosel 2                          | 24,90 km | 2e         | 14 min 33 s 5 | 102,6 km/h | 1er   |
| Étape 1 | 24 aoû | SS5  | 17 h 05 | Moselland 2                            | 22,79 km | 1er        | 14 min 09 s 9 | 96,5 km/h  | 1er   |
| Étape 1 | 24 aoû | SS6  | 17 h 58 | Graftschaft 2                          | 21,23 km | 2e         | 12 min 12 s 5 | 104,3 km/h | 1er   |
| Étape 2 | 25 aoû | SS7  | 7 h 58  | Stein & Wein 1                         | 26,54 km | 1er        | 15 min 25 s 2 | 103,3 km/h | 1er   |
| Étape 2 | 25 aoû | SS8  | 9 h 01  | Peterberg 1                            | 9,37 km  | 3e         | 5 min 53 s 5  | 95,4 km/h  | 1er   |
| Étape 2 | 25 aoû | SS9  | 10 h 57 | Arena Panzerplatte 1                   | 46,54 km | 1er        | 27 min 31 s 9 | 101,4 km/h | 1er   |
| Étape 2 | 25 aoû | SS10 | 14 h 48 | Stein & Wein 2                         | 26,54 km | 3e         | 15 min 17 s 5 | 104,1 km/h | 1er   |
| Étape 2 | 25 aoû | SS11 | 15 h 51 | Peterberg 2                            | 9,37 km  | 2e         | 5 min 31 s 7  | 101,7 km/h | 1er   |
| Étape 2 | 25 aoû | SS12 | 17 h 47 | Arena Panzerplatte 2                   | 46,54 km | 1er        | 26 min 54 s 0 | 103,8 km/h | 1er   |
| Étape 3 | 26 aoû | SS13 | 9 h 13  | Dhrontal 1                             | 30,76 km | 1er        | 19 min 45 s 6 | 93,4 km/h  | 1er   |
| Étape 3 | 26 aoû | SS14 | 11 h 36 | Dhrontal 2                             | 30,76 km | 6e         | 19 min 50 s 2 | 93,0 km/h  | 1er   |
| Étape 3 | 26 aoû | SS15 | 13 h 21 | SSS Circus Maximus Trier (Power Stage) | 4,37 km  | 1er        | 3 min 24 s 4  | 77,0 km/h  | 1er   |

### 68th Wales Rally GB
Pour la première fois depuis 2005, le rallye de Grande-Bretagne ne tient pas le rôle de manche de clôture du championnat et se voit attribuer une position calendaire proche de l'équinoxe d'automne, laissant ainsi les acteurs du mondial dans l'incertitude quant aux conditions de route présentes le jour du départ. C'est finalement sur un terrain typique de l'épreuve galloise, boueux et glissant, qu'a lieu le coup d'envoi,. Objet de toutes les rumeurs quant à son avenir en sport automobile, son contrat ferme pour courir en WRC arrivant à échéance à la fin de la saison, Sébastien Loeb remporte la spéciale qualificative mais doit rapidement se résigner face aux Ford Fiesta RS WRC. Plus à l'aise sur ce type de surface, les voitures de la marque à l'Ovale permettent à Jari-Matti Latvala et Petter Solberg de monopoliser le haut de la feuille des temps sur tous les secteurs de la première étape. Le champion du monde accroche la troisième place mais, limité par le matériel dont il dispose, avoue ne pas rechercher à sur-conduire : « On n'a pas de chance. On a balayé toute l'après-midi. Mais ça ne m'inquiète pas plus que ça parce que je n'ai pas forcément besoin de gagner… »,,. Accusant un déficit de plus de vingt secondes à l'entame de la deuxième étape, l'Alsacien poursuit sur un rythme soutenu et enregistre son premier temps scratch dans Epynt. Revenu au contact de Solberg à l'assistance de mi-journée, il perd finalement le temps repris lors des deuxièmes passages en raison du déficit de performance de sa Citroën DS3 WRC sur les revêtements de boue pommadée : « Latvala est trop loin devant mais Solberg, on lui en reprend un peu. Il faut continuer. On a du mal à suivre le rythme des autres. Malgré la nouvelle suspension, la voiture glisse beaucoup. C'est comme ça. Mais on a bien roulé. »,,. Désormais intouchable à la régulière avec une avance de plus d'une demi-minute, Latvala se contente d'assurer ses trajectoires lors de la dernière étape. Loeb poursuit son effort dans les derniers secteurs du rallye, enlevant trois des six temps scratchs au programme dans un duel pour le gain de la deuxième place face à Petter Solberg. L'écart entre les deux hommes tombe fréquemment sous la seconde et les positions au classement général change par trois fois au cours de la journée. Le pilote de la marque aux chevrons l'emporte finalement sur le fil, franchissant la ligne d'arrivée avec une avance de neuf dixièmes sur son rival norvégien : « C'était une belle bataille, incroyable ! »,.
| Étape   | Jour   | E.S. | Heure   | Nom                           | Distance | Clas. Spé. | Temps         | Vit. Moy.  | Clas. |
| ------- | ------ | ---- | ------- | ----------------------------- | -------- | ---------- | ------------- | ---------- | ----- |
| Étape 1 | 14 sep | SS1  | 8 h 13  | Dyfnant 1                     | 20,48 km | 4e         | 11 min 55 s 4 | 103,1 km/h | 4e    |
| Étape 1 | 14 sep | SS2  | 9 h 38  | Hafren 1                      | 24,87 km | 2e         | 14 min 46 s 6 | 101,0 km/h | 2e    |
| Étape 1 | 14 sep | SS3  | 10 h 19 | Myherin 1                     | 27,88 km | 2e         | 16 min 00 s 5 | 104,5 km/h | 2e    |
| Étape 1 | 14 sep | SS4  | 13 h 13 | Dyfnant 2                     | 20,48 km | 2e         | 11 min 47 s 9 | 104,2 km/h | 2e    |
| Étape 1 | 14 sep | SS5  | 14 h 38 | Hafren 2                      | 24,87 km | 4e         | 14 min 54 s 9 | 100,0 km/h | 3e    |
| Étape 1 | 14 sep | SS6  | 15 h 19 | Myherin 2                     | 27,88 km | 3e         | 16 min 01 s 7 | 104,4 km/h | 3e    |
| Étape 2 | 15 sep | SS7  | 9 h 00  | Crychan 1                     | 19,56 km | 5e         | 10 min 40 s 6 | 109,9 km/h | 3e    |
| Étape 2 | 15 sep | SS8  | 9 h 40  | Epynt 1                       | 8,50 km  | 1er        | 4 min 31 s 3  | 112,8 km/h | 3e    |
| Étape 2 | 15 sep | SS9  | 10 h 09 | Halfway 1                     | 18,37 km | 2e         | 10 min 36 s 7 | 103,9 km/h | 3e    |
| Étape 2 | 15 sep | SS10 | 15 h 18 | Crychan 2                     | 19,56 km | 5e         | 10 min 30 s 5 | 111,3 km/h | 3e    |
| Étape 2 | 15 sep | SS11 | 15 h 56 | Epynt 2                       | 8,50 km  | 8e         | 4 min 30 s 3  | 113,2 km/h | 3e    |
| Étape 2 | 15 sep | SS12 | 16 h 25 | Halfway 2                     | 18,37 km | 3e         | 10 min 31 s 0 | 104,8 km/h | 3e    |
| Étape 2 | 15 sep | SS13 | 18 h 34 | Celtic Manor                  | 3,00 km  | 2e         | 1 min 48 s 8  | 99,3 km/h  | 3e    |
| Étape 3 | 16 sep | SS14 | 7 h 21  | Port Talbot 1                 | 17,40 km | 1er        | 9 min 15 s 9  | 112,7 km/h | 3e    |
| Étape 3 | 16 sep | SS15 | 8 h 21  | Rheola 1                      | 8,80 km  | 1er        | 4 min 42 s 0  | 112,3 km/h | 2e    |
| Étape 3 | 16 sep | SS16 | 8 h 39  | Walters Arena 1               | 14,90 km | 2e         | 8 min 51 s 0  | 101,0 km/h | 2e    |
| Étape 3 | 16 sep | SS17 | 12 h 05 | Port Talbot 2                 | 17,40 km | 2e         | 9 min 10 s 3  | 113,8 km/h | 3e    |
| Étape 3 | 16 sep | SS18 | 13 h 05 | Rheola 2                      | 8,80 km  | 1er        | 4 min 40 s 1  | 113,1 km/h | 2e    |
| Étape 3 | 16 sep | SS19 | 13 h 23 | Walters Arena 2 (Power Stage) | 14,90 km | 2e         | 8 min 52 s 6  | 100,7 km/h | 2e    |

### Crédit Mutuel Rallye de France – Alsace 2012
Une semaine après l'annonce de sa retraite progressive du mondes des rallyes lors du Mondial de l'automobile de Paris, Sébastien Loeb entrevoit la première possibilité depuis le début de la saison d'être mathématiquement titré au moment d'aborder le rallye de France-Alsace. Détenteur de soixante-et-un points d'avance sur son dauphin Mikko Hirvonen, l'octuple champion du monde doit pour cela devancer son coéquipier à l'arrivée pour espérer décrocher un neuvième sacre,. La manche française du calendrier mondial marque également un nouveau cap dans la couverture médiatique d'une épreuve WRC, devenant la première du genre à être diffusée de bout en bout en direct à la télévision grâce à d'importants moyens matériels déployés par le groupe Canal+. Septième à l'issue de la Super-Spéciale d'ouverture disputée dans les rues de Strasbourg, l'Alsacien s'empare des commandes dès le premier secteur significatif et adopte un rythme contrôlé en raison des conditions d'humidité endiguant la montée en température des gommes. Il profite des routes asséchées de la deuxième boucle pour augmenter la cadence et double son avance sur son poursuivant direct Jari-Matti Latvala, seul pilote à pouvoir encore lui contester la victoire à la régulière au soir de la première étape : « Pour l'instant ça va pas mal. Le feeling est bon avec la voiture. J'ai un peu de sous-virage mais moins que ce matin. ». Relégués au-delà de la demi-minute, Mikko Hirvonen et Petter Solberg se révèlent impuissants à suivre le rythme imposé,,. Le Norvégien part finalement à la faute dans un accident spectaculaire lors du premier chrono du lendemain, heurtant frontalement un pylône électrique après avoir traversé un champ de vignes. Malgré des réglages lui semblant inadaptés, Loeb creuse des écarts significatifs sur tous ses adversaires lors des deux passages de Pays d'Ormont, juge de paix du rallye, et affiche une marge de près de trente secondes sur Latvala au moment de rejoindre le parc fermé de fin d'étape : « Les conditions étaient correctes. J'ai essayé d'attaquer fort. Mais j'ai énormément de sous-virage en sortie de virage. On lutte contre le sous-virage mais c'est pas évident. »,. De fortes averses survenues durant la matinée de l'ultime journée de course rendent l'adhérence particulièrement instable. L'Alsacien manque de tout perdre dans un aquaplanage dès la première spéciale de l'étape et décide en conséquence de réduire significativement son rythme et la prise de risques. Il rejoint l'arrivée sans encombre, décrochant une nouvelle victoire à domicile, et réitère sa performance de 2010 en remportant le titre mondial dans sa région natale : « Neuf titres ! Oui, on réalise, c'est un grand moment. Nonuple champion du monde… Je ne connaissais pas ce mot. Il va falloir s'y faire. Comme il y a deux ans, on rêvait de revivre ça ce week-end. J'ai été porté par les fans durant ces quatre jours, je voudrais vraiment leur dire un grand merci. Quel bonheur de voir tout ça ! Il y a quelques années, on ne pensait pas qu'un rallye en Alsace générerait autant de passion. Il y avait des gens partout sur les routes. Des drapeaux… Les amis en pleurs, c'est une émotion assez incroyable. ». Ce neuvième et dernier sacre dans la discipline, obtenu en conservant la tête du classement mondial de bout en bout, lui permet de marquer un peu plus l'Histoire des sports mécaniques, seuls l'Italien Guido Cappellini et le Britannique Steve Webster étant parvenus à remporter davantage de couronnes dans une même catégorie reine. La troisième place de Mikko Hirvonen permet dans le même temps à Citroën de remporter pour la huitième fois le championnat Constructeurs,,,.
| Étape   | Jour  | E.S. | Heure   | Nom                                   | Distance | Clas. Spé.       | Temps            | Vit. Moy.        | Clas. |
| ------- | ----- | ---- | ------- | ------------------------------------- | -------- | ---------------- | ---------------- | ---------------- | ----- |
| Étape 1 | 4 oct | SS1  | 16 h 30 | Strasbourg                            | 3,63 km  | 7e               | 2 min 46 s 3     | 78,6 km/h        | 7e    |
| Étape 2 | 5 oct | SS2  | 9 h 23  | Hohlandsbourg - Firstplan 1           | 28,67 km | 1er              | 14 min 36 s 1    | 117,8 km/h       | 1er   |
| Étape 2 | 5 oct | SS3  | 10 h 06 | Vallée de Munster 1                   | 22,16 km | 1er              | 11 min 18 s 8    | 117,5 km/h       | 1er   |
| Étape 2 | 5 oct | SS4  | 11 h 22 | Soultzeren - Pays Welche 1            | 19,93 km | 2e               | 9 min 49 s 3     | 121,8 km/h       | 1er   |
| Étape 2 | 5 oct | SS5  | 13 h 56 | Hohlandsbourg - Firstplan 2           | 28,67 km | 1er              | 14 min 28 s 9    | 118,8 km/h       | 1er   |
| Étape 2 | 5 oct | SS6  | 14 h 39 | Vallée de Munster 2                   | 22,16 km | 2e               | 11 min 08 s 4    | 119,4 km/h       | 1er   |
| Étape 2 | 5 oct | SS7  | 15 h 55 | Soultzeren - Pays Welche 2            | 19,93 km | 1er              | 9 min 44 s 6     | 122,7 km/h       | 1er   |
| Étape 2 | 5 oct | SS8  | 18 h 35 | Mulhouse                              | 4,65 km  | 4e               | 3 min 40 s 2     | 76,0 km/h        | 1er   |
| Étape 3 | 6 oct | SS9  | 8 h 38  | Massif des Grands Crus - Ungersberg 1 | 18,26 km | 1er              | 10 min 58 s 0    | 99,9 km/h        | 1er   |
| Étape 3 | 6 oct | SS10 | 9 h 36  | Pays d'Ormont 1                       | 43,45 km | 1er              | 23 min 20 s 0    | 111,7 km/h       | 1er   |
| Étape 3 | 6 oct | SS11 | 10 h 47 | Pays de la Haute Bruche 1             | 23,92 km | 2e               | 11 min 16 s 3    | 127,3 km/h       | 1er   |
| Étape 3 | 6 oct | SS12 | 11 h 45 | Klevener 1                            | 10,68 km | Spéciale annulée | Spéciale annulée | Spéciale annulée | 1er   |
| Étape 3 | 6 oct | SS13 | 14 h 38 | Massif des Grands Crus - Ungersberg 2 | 18,26 km | 5e               | 10 min 56 s 8    | 100,1 km/h       | 1er   |
| Étape 3 | 6 oct | SS14 | 15 h 36 | Pays d'Ormont 2                       | 43,45 km | 1er              | 23 min 09 s 9    | 112,5 km/h       | 1er   |
| Étape 3 | 6 oct | SS15 | 16 h 47 | Pays de la Haute Bruche 2             | 23,92 km | 1er              | 11 min 10 s 8    | 128,4 km/h       | 1er   |
| Étape 3 | 6 oct | SS16 | 17 h 45 | Klevener 2                            | 10,68 km | 3e               | 6 min 09 s 0     | 104,2 km/h       | 1er   |
| Étape 4 | 7 oct | SS17 | 9 h 23  | Vignoble de Cleebourg 1               | 17,50 km | 7e               | 10 min 27 s 7    | 100,4 km/h       | 1er   |
| Étape 4 | 7 oct | SS18 | 10 h 46 | Bischwiller - Gries 1                 | 8,00 km  | 7e               | 4 min 30 s 4     | 106,5 km/h       | 1er   |
| Étape 4 | 7 oct | SS19 | 11 h 16 | Haguenau 1                            | 5,74 km  | 6e               | 4 min 21 s 2     | 79,1 km/h        | 1er   |
| Étape 4 | 7 oct | SS20 | 12 h 44 | Vignoble de Cleebourg 2 (Power Stage) | 17,50 km | 6e               | 10 min 32 s 1    | 99,7 km/h        | 1er   |
| Étape 4 | 7 oct | SS21 | 14 h 07 | Bischwiller - Gries 2                 | 8,00 km  | 4e               | 4 min 20 s 4     | 110,6 km/h       | 1er   |
| Étape 4 | 7 oct | SS22 | 14 h 37 | Haguenau 2                            | 5,74 km  | 8e               | 4 min 07 s 8     | 83,4 km/h        | 1er   |

### 9º Rally Italia Sardegna
Pénultième manche de la saison, le rallye de Sardaigne occupe une position automnale pour la première fois depuis son introduction dans le calendrier mondial, laissant ainsi présager des spéciales moins sèches et abrasives que ne le prévoyaient jusque-là les standards de l'épreuve. Sébastien Loeb adopte un rythme offensif dès le coup d'envoi et s'adjuge le premier temps scratch au programme. Il achève la première étape, longue de deux spéciales seulement, en conservant la tête du classement général, une seconde devant son coéquipier Mikko Hirvonen : « Je crois que nous sommes tous les deux partis sur un gros rythme. Nous sommes libres de rouler comme nous le sentons. Pour l'instant je me sens bien, donc j'attaque à fond ! ». Victime d'une crevaison, leur principal adversaire Jari-Matti Latvala se voit reléguer à près d'une demi-minute. La course du nonuple champion du monde prend fin prématurément dans Monte Lerno, le premier secteur chronométré disputé le lendemain. En tête dans les temps partiels, l'Alsacien sort trop large dans un virage et heurte une pierre, endommageant la direction de sa Citroën DS3 WRC : « Nous avons tapé des pierres à la sortie d'un virage. J'ai senti que la direction était endommagée et j'ai essayé de continuer. Mais nous avons dû stopper. ». Contraint à l'abandon, il fait le choix de ne pas repartir dans le cadre du règlement Rally 2 en raison de l'absence d'enjeux, l'ensemble des titres étant déjà attribués. Hirvonen saisit l'occasion pour remporter sa première victoire avec la marque aux chevrons, profitant des multiples accidents ayant frappé la plupart des pilotes engagés,.
| Étape   | Jour   | E.S. | Heure   | Nom                     | Distance | Clas. Spé. | Temps         | Vit. Moy. | Clas.   |
| ------- | ------ | ---- | ------- | ----------------------- | -------- | ---------- | ------------- | --------- | ------- |
| Étape 1 | 18 oct | SS1  | 16 h 13 | Terranova 1             | 28,14 km | 1er        | 19 min 09 s 4 | 88,1 km/h | 1er     |
| Étape 1 | 18 oct | SS2  | 18 h 16 | Terranova 2             | 28,14 km | 2e         | 18 min 49 s 7 | 89,7 km/h | 1er     |
| Étape 2 | 19 oct | SS3  | 8 h 43  | Monte Lerno 1           | 29,68 km | Abandon    | Abandon       | Abandon   | Abandon |
| Étape 2 | 19 oct | SS4  | 11 h 34 | Castelsardo 1           | 14,12 km | Abandon    | Abandon       | Abandon   | Abandon |
| Étape 2 | 19 oct | SS5  | 12 h 24 | Tergu - Osilo 1         | 14,88 km | Abandon    | Abandon       | Abandon   | Abandon |
| Étape 2 | 19 oct | SS6  | 14 h 46 | Castelsardo 2           | 14,12 km | Abandon    | Abandon       | Abandon   | Abandon |
| Étape 2 | 19 oct | SS7  | 15 h 36 | Tergu - Osilo 2         | 14,88 km | Abandon    | Abandon       | Abandon   | Abandon |
| Étape 2 | 19 oct | SS8  | 17 h 50 | Monte Lerno 2           | 29,68 km | Abandon    | Abandon       | Abandon   | Abandon |
| Étape 3 | 20 oct | SS9  | 9 h 28  | Coiluna - Loelle 1      | 29,35 km | Abandon    | Abandon       | Abandon   | Abandon |
| Étape 3 | 20 oct | SS10 | 10 h 35 | Monti di Alà 1          | 14,49 km | Abandon    | Abandon       | Abandon   | Abandon |
| Étape 3 | 20 oct | SS11 | 11 h 37 | Monte Olia 1            | 14,12 km | Abandon    | Abandon       | Abandon   | Abandon |
| Étape 3 | 20 oct | SS12 | 14 h 48 | Coiluna - Loelle 2      | 29,35 km | Abandon    | Abandon       | Abandon   | Abandon |
| Étape 3 | 20 oct | SS13 | 15 h 55 | Monti di Alà 2          | 14,49 km | Abandon    | Abandon       | Abandon   | Abandon |
| Étape 3 | 20 oct | SS14 | 16 h 57 | Monte Olia 2            | 14,12 km | Abandon    | Abandon       | Abandon   | Abandon |
| Étape 4 | 21 oct | SS15 | 9 h 20  | Gallura 1               | 8,24 km  | Abandon    | Abandon       | Abandon   | Abandon |
| Étape 4 | 21 oct | SS16 | 11 h 00 | Gallura 2 (Power Stage) | 8,24 km  | Abandon    | Abandon       | Abandon   | Abandon |

### 48º RallyRACC Catalunya – Costa Daurada
Le rallye de Catalogne perpétue le format mixte terre/asphalte adopté l'année précédente et marque la fin de la dernière saison complète de Sébastien Loeb. Disputée entièrement sur graviers, la première étape est sujette à de fortes précipitations ayant pour conséquence de modifier sensiblement les pistes habituellement arides de la région de Salou. Sur une surface désormais glissante et piégeuse, Sébastien Loeb avoue s'être trompé dans le choix de son ordre de passage, expliquant cette erreur par des prévisions météorologiques erronées annonçant l'arrivée de la pluie à compter de la deuxième boucle seulement. L'Alsacien opte dès lors pour l'excès de prudence en assurant ses trajectoires, abandonnant notamment près de trente secondes dans le deuxième secteur du jour. Plus de la moitié des pilotes inscrits en catégorie WRC partiront à la faute avant de rejoindre le parc fermé. Profitant d'une position de départ plus avantageuse, Mads Østberg ressort victorieux de cette hécatombe, occupant la tête du classement général avec une demi-minute d'avance sur Loeb avant d'entamer les parties asphalte. Évoluant désormais sur sa surface de prédilection, le champion du monde s'empare des commandes au terme des deux premiers secteurs chronométrés. Auteur du scratch dans El Priorat, la spéciale la plus longue du rallye, il relègue le jeune Norvégien au-delà de la minute et poursuit son effort pour tenir à distance son poursuivant direct Jari-Matti Latvala : « On a bien roulé aujourd'hui. À chaque fois, on a été un peu plus rapides que Jari. Il n'y a donc pas de raisons pour ne pas être optimistes demain. ». Se contentant de caler son rythme sur celui du Finlandais lors de la dernière journée de course, il rejoint l'arrivée sans encombre et s'impose pour la huitième fois consécutive en Catalogne, parachevant son dernier titre mondial par une nouvelle victoire.
| Étape   | Jour   | E.S. | Heure   | Nom                          | Distance | Clas. Spé. | Temps         | Vit. Moy.  | Clas. |
| ------- | ------ | ---- | ------- | ---------------------------- | -------- | ---------- | ------------- | ---------- | ----- |
| Étape 1 | 9 nov  | SS1  | 7 h 45  | Gandesa                      | 7,00 km  | 2e         | 4 min 41 s 0  | 89,7 km/h  | 2e    |
| Étape 1 | 9 nov  | SS2  | 8 h 10  | Pesells 1                    | 26,59 km | 4e         | 16 min 20 s 0 | 97,7 km/h  | 4e    |
| Étape 1 | 9 nov  | SS3  | 9 h 19  | Terra Alta 1                 | 44,02 km | 1er        | 30 min 37 s 3 | 86,3 km/h  | 4e    |
| Étape 1 | 9 nov  | SS4  | 13 h 35 | Pesells 2                    | 26,59 km | 4e         | 16 min 21 s 5 | 97,5 km/h  | 4e    |
| Étape 1 | 9 nov  | SS5  | 14 h 44 | Terra Alta 2                 | 44,02 km | 1er        | 31 min 19 s 0 | 84,3 km/h  | 2e    |
| Étape 1 | 9 nov  | SS6  | 17 h 00 | Salou                        | 2,00 km  | 7e         | 2 min 40 s 8  | 84,3 km/h  | 2e    |
| Étape 2 | 10 nov | SS7  | 8 h 00  | La Mussara 1                 | 20,48 km | 2e         | 11 min 38 s 5 | 105,6 km/h | 2e    |
| Étape 2 | 10 nov | SS8  | 9 h 15  | El Priorat 1                 | 45,97 km | 1er        | 26 min 20 s 0 | 104,7 km/h | 1er   |
| Étape 2 | 10 nov | SS9  | 10 h 26 | Riba-roja d'Ebre 1           | 14,20 km | 1er        | 9 min 19 s 1  | 91,4 km/h  | 1er   |
| Étape 2 | 10 nov | SS10 | 13 h 51 | La Mussara 2                 | 20,48 km | 2e         | 11 min 27 s 6 | 107,2 km/h | 1er   |
| Étape 2 | 10 nov | SS11 | 15 h 06 | El Priorat 2                 | 45,97 km | 2e         | 25 min 56 s 9 | 106,3 km/h | 1er   |
| Étape 2 | 10 nov | SS12 | 16 h 17 | Riba-roja d'Ebre 2           | 14,20 km | 2e         | 9 min 32 s 4  | 89,3 km/h  | 1er   |
| Étape 3 | 11 nov | SS13 | 7 h 50  | Riudecanyes 1                | 16,35 km | 2e         | 10 min 36 s 0 | 92,5 km/h  | 1er   |
| Étape 3 | 11 nov | SS14 | 8 h 51  | Santa Marina 1               | 26,51 km | 3e         | 15 min 50 s 8 | 100,4 km/h | 1er   |
| Étape 3 | 11 nov | SS15 | 9 h 47  | La Serra d'Almos 1           | 4,11 km  | 3e         | 2 min 37 s 9  | 93,7 km/h  | 1er   |
| Étape 3 | 11 nov | SS16 | 11 h 52 | Riudecanyes 2                | 16,35 km | 3e         | 10 min 35 s 6 | 92,6 km/h  | 1er   |
| Étape 3 | 11 nov | SS17 | 12 h 53 | Santa Marina 2 (Power Stage) | 26,51 km | 3e         | 15 min 54 s 2 | 100,0 km/h | 1er   |
| Étape 3 | 11 nov | SS18 | 13 h 49 | La Serra d'Almos 2           | 4,11 km  | 6e         | 2 min 40 s 5  | 92,2 km/h  | 1er   |

### Bilan de la saison
Sébastien Loeb remporta en 2012 son neuvième titre mondial au terme d'une dixième et dernière saison complète disputée en championnat du monde des rallyes. Cette performance établie dans une même catégorie reine ne fut alors surpassée en sports mécaniques que par l'Italien Guido Cappellini, sacré dix fois en F1 Powerboat, et par le Britannique Steve Webster, également détenteur de dix couronnes mondiales en Sidecar. Auteur de neuf victoires sur les treize manches du calendrier, l'Alsacien domina le classement mondial de bout en bout et fit montre d'une pointe de vitesse toujours intacte. Ses deux abandons ainsi que quelques erreurs de pilotage dont il n'était jusque-là pas coutumier révélèrent en revanche un semblant de déclin en termes de régularité et d'assurance. Arrivé au crépuscule de sa carrière rallystique à près de quarante ans et estimant n'avoir plus rien à prouver, il fit le choix d'une reconversion pour le monde des circuits et un engagement dans le championnat du monde des voitures de tourisme à compter de 2014 avec l'objectif de se donner de nouveaux défis personnels. Vainqueur du championnat Constructeurs pour la huitième fois, Citroën Racing prit la décision d'assurer la relève par la reconduction de Mikko Hirvonen et le retour de l'Espagnol Dani Sordo.
| #     | Rallye                     | Surface              | Départ | Victoire | Podium | Abandon | Points | E.S. Prog. | E.S. Clas. | E.S. Dép. | Scratchs | %Scratchs | E.S. Tête | %E.S. Tête | Clas. |
| ----- | -------------------------- | -------------------- | ------ | -------- | ------ | ------- | ------ | ---------- | ---------- | --------- | -------- | --------- | --------- | ---------- | ----- |
| 1     | Rallye Monte-Carlo         | Asphalte enneigé     | ●      | ●        | ●      |         | 28     | 18         | 18         | 18        | 9        | 50,00%    | 16        | 88,89%     | 1er   |
| 2     | Rallye de Suède            | Terre enneigée       | ●      |          |        |         | 11     | 24         | 24         | 24        | 4        | 16,67%    | 0         | 0,00%      | 6e    |
| 3     | Rallye du Mexique          | Terre rapide         | ●      | ●        | ●      |         | 27     | 24         | 24         | 22        | 7        | 31,82%    | 19        | 79,17%     | 1er   |
| 4     | Rallye du Portugal         | Terre abrasive       | ●      |          |        | ●       | 0      | 22         | 2          | 3         | 0        | 0,00%     | 0         | 0,00%      | Ab.   |
| 5     | Rallye d'Argentine         | Terre abrasive       | ●      | ●        | ●      |         | 25     | 19         | 19         | 19        | 4        | 21,05%    | 15        | 78,95%     | 1er   |
| 6     | Rallye de l'Acropole       | Terre abrasive       | ●      | ●        | ●      |         | 28     | 22         | 22         | 22        | 6        | 27,27%    | 19        | 86,36%     | 1er   |
| 7     | Rallye de Nouvelle-Zélande | Terre rapide         | ●      | ●        | ●      |         | 26     | 22         | 22         | 22        | 7        | 31,82%    | 15        | 68,18%     | 1er   |
| 8     | Rallye de Finlande         | Terre rapide         | ●      | ●        | ●      |         | 26     | 18         | 18         | 18        | 9        | 50,00%    | 18        | 100,00%    | 1er   |
| 9     | Rallye d'Allemagne         | Asphalte             | ●      | ●        | ●      |         | 28     | 15         | 15         | 15        | 9        | 60,00%    | 15        | 100,00%    | 1er   |
| 10    | Rallye de Grande-Bretagne  | Terre rapide         | ●      |          | ●      |         | 20     | 19         | 19         | 19        | 4        | 21,05%    | 0         | 0,00%      | 2e    |
| 11    | Rallye de France-Alsace    | Asphalte             | ●      | ●        | ●      |         | 25     | 22         | 22         | 21        | 8        | 38,10%    | 21        | 95,45%     | 1er   |
| 12    | Rallye de Sardaigne        | Terre abrasive       | ●      |          |        | ●       | 0      | 16         | 2          | 3         | 1        | 33,33%    | 2         | 100,00%    | Ab.   |
| 13    | Rallye de Catalogne        | Mixte Terre/Asphalte | ●      | ●        | ●      |         | 26     | 18         | 18         | 18        | 4        | 22,22%    | 11        | 61,11%     | 1er   |
| Total |                            |                      | 13     | 9        | 10     | 2       | 270    | 259        | 225        | 224       | 72       | 32,14%    | 151       | 67,11%     | 1er   |

## Porsche Matmut Carrera Cup France

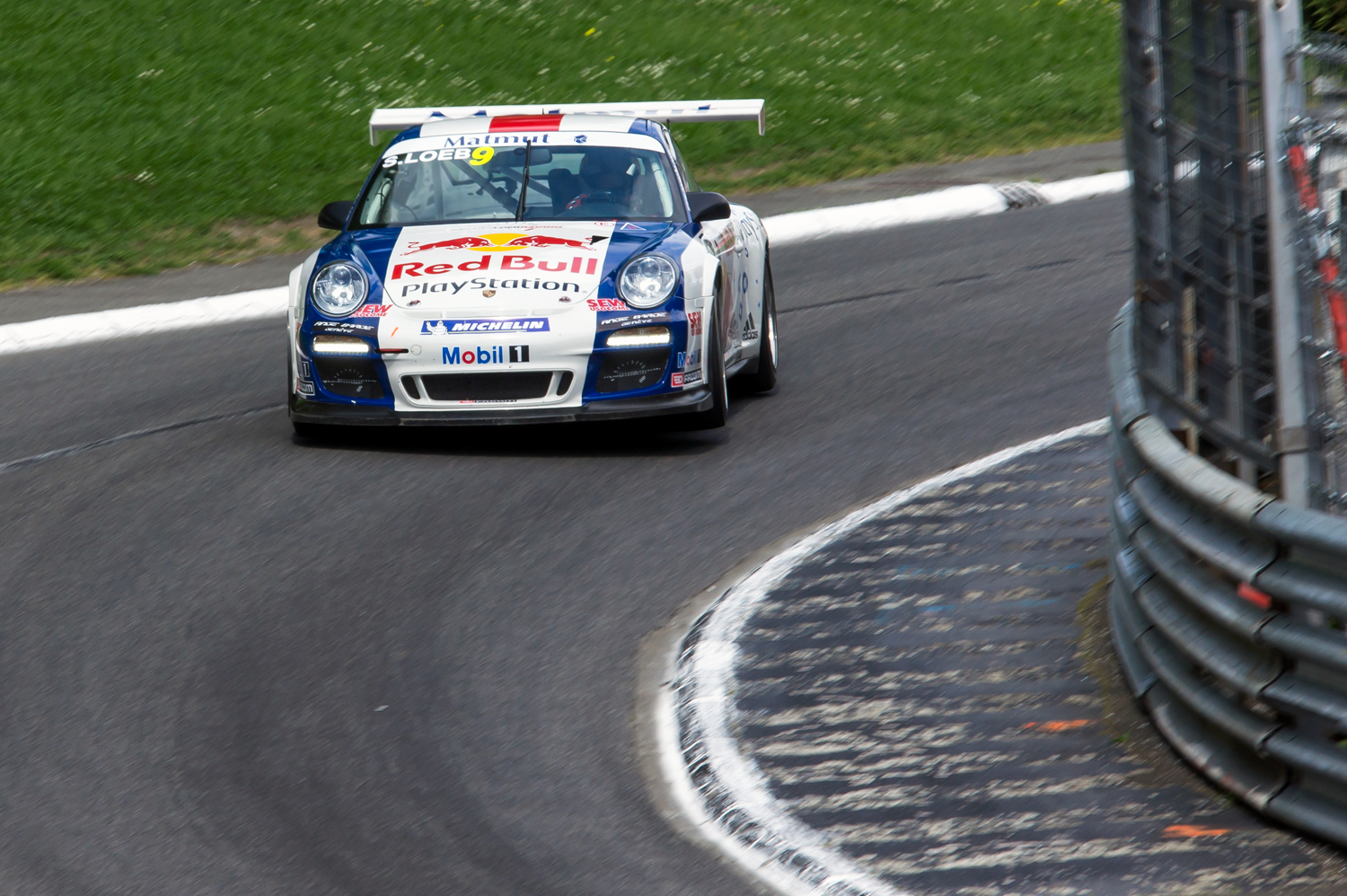
Pour les débuts du SLR en compétition, Sébastien Loeb remporte les deux courses de Porsche Carrera Cup France organisées en support du 71e Grand Prix automobile de Pau.

Deux semaines après sa victoire au rallye d'Argentine, Sébastien Loeb s'engage pour la deuxième manche de la saison de Porsche Carrera Cup France disputée en support du 71e Grand Prix automobile de Pau sur un circuit urbain tracé au cœur de la ville. Au volant d'une des six Porsche 997 GT3 Cup engagées par le Sébastien Loeb Racing, sa propre écurie créée en début d'année et codirigée par Dominique Heintz, l'Alsacien rejoint une liste de dix-huit concurrents dont le vice-champion en titre Sylvain Noël,.
Il signe le temps de référence à l'issue des deux séances d'essais libres organisées le vendredi, améliorant progressivement ses performances au fur et à mesure du roulage accumulé. Il s'adjuge les deux pole positions attribuées lors des sessions qualificatives organisées le lendemain, respectivement seize et trente-sept millièmes devant son coéquipier Jean-Karl Vernay, futur champion de la discipline.
L'Alsacien parvient à conserver son rang au départ de la première course, disputée le samedi en nocturne pour une durée de quarante minutes, et se maintiendra en tête tout au long des trente tours parcourus sans offrir à Vernay d'opportunités de dépassement. Cette première victoire en Porsche Carrera Cup France pour son quatrième meeting dans la série constitue également son premier succès sur circuit depuis 2002 et sa participation en Coupe de France FFSA de Formule France : « Je suis ravi pour tout le team. C’est la toute première victoire de l’équipe en Porsche Matmut Carrera Cup et c’est moi qui la donne. Je suis fier de cela ! En réalité, c’est « JK » qui s’impose car c’est lui qui marque de gros points en vue du championnat. Ce résultat confirme la bonne tenue du meeting de Lédenon et la bagarre nocturne a été belle dans les rues de Pau. ».
Le champion du monde des rallyes récidive le lendemain lors de la course Sprint pour s'offrir le doublé, décrochant une deuxième victoire en gardant la tête de bout en bout, toujours devant Vernay : « Le week-end est 100% positif ! Jean-Karl marque un maximum de points pour le championnat et, personnellement, je me suis bien amusé ! J’ai réussi à gagner pour la première fois en Porsche Cup et cela me fait plaisir. Les résultats montrent que les voitures du team sont performantes et, en tant que jeune équipe, c’est un point très important. Je vais continuer à suivre de près les prochaines courses. Je suis très heureux d’avoir apporté la première victoire à l’équipe. Ils n’auraient pas eu besoin de moi : ils auraient quand même gagné mais rouler dans sa propre écurie, c’est marquant et cela restera un très bon souvenir. »,,.
| Groupe     | N°      | Équipe                 | Voiture             | Voiture             | Voiture             |            |       |
| ---------- | ------- | ---------------------- | ------------------- | ------------------- | ------------------- | ---------- | ----- |
| A          | 9       | Sébastien Loeb Racing  | Porsche 997 GT3 Cup | Porsche 997 GT3 Cup | Porsche 997 GT3 Cup |            |       |
| Date       | Heure   | Phase                  | Temps               | Tours               | Écart               | Clas. Grp. | Clas. |
| 11 mai     | 11 h 45 | Essais Libres 1        | 1 min 21 s 167      | 18                  | -                   | 1er        | 1er   |
| 11 mai     | 19 h 30 | Essais Libres 2        | 1 min 19 s 410      | 19                  | -                   | 1er        | 1er   |
| 12 mai     | 15 h 15 | Essais Qualificatifs 1 | 1 min 18 s 681      | 8                   | -                   | 1er        | 1er   |
| 12 mai     | 15 h 45 | Essais Qualificatifs 2 | 1 min 18 s 173      | 8                   | -                   | 1er        | 1er   |
| 12 mai     | 21 h 50 | Course 1               | 40 min 21 s 783     | 30                  | -                   | 1er        | 1er   |
| 13 mai     | 15 h 40 | Course 2               | 20 min 00 s 765     | 15                  | -                   | 1er        | 1er   |
| Sources, : |         |                        |                     |                     |                     |            |       |

## 9eRallye du Chablais
Trois ans après avoir y avoir tenu le rôle d'ouvreur de luxe, Sébastien Loeb annonce sa participation au rallye du Chablais, disputé à proximité de son lieu de résidence, en tant que compétiteur. Au volant d'une Citroën DS3 WRC officielle de la marque aux chevrons qu'il pilote dans le cadre du mondial, l'Alsacien devait initialement être assisté de son épouse Séverine avant qu'un empêchement n'impose son remplacement par Daniel Elena. Le champion du monde remportera l'épreuve en s'imposant sur la totalité des spéciales au programme à l'exception de la dernière, annulée pour des raisons d'horaire et de réouverture des routes, et rejoindra l'arrivée avec une avance de plus de cinq minutes sur son poursuivant direct Ivan Ballinari,,.
| Étape      | Jour     | E.S. | Heure   | Nom                      | Distance | Clas. Spé.       | Temps            | Vit. Moy.        | Clas. |
| ---------- | -------- | ---- | ------- | ------------------------ | -------- | ---------------- | ---------------- | ---------------- | ----- |
| Étape 1    | 1er juin | SS1  | 13 h 37 | Evionnaz - Vernayaz 1    | 5,54 km  | 1er              | 3 min 33 s 8     | 93,28 km/h       | 1er   |
| Étape 1    | 1er juin | SS2  | 14 h 28 | Montreux - Les Avants 1  | 12,83 km | 1er              | 9 min 40 s 1     | 79,62 km/h       | 1er   |
| Étape 1    | 1er juin | SS3  | 15 h 59 | Evionnaz - Vernayaz 2    | 5,54 km  | 1er              | 3 min 29 s 9     | 95,02 km/h       | 1er   |
| Étape 1    | 1er juin | SS4  | 17 h 19 | Montreux - Les Avants 2  | 12,83 km | 1er              | 9 min 32 s 6     | 80,66 km/h       | 1er   |
| Étape 1    | 1er juin | SS5  | 18 h 22 | Evionnaz - Vernayaz 3    | 5,54 km  | 1er              | 3 min 27 s 4     | 96,16 km/h       | 1er   |
| Étape 2    | 2 juin   | SS6  | 7 h 13  | Lavey - Bex 1            | 6,98 km  | 1er              | 4 min 56 s 1     | 84,86 km/h       | 1er   |
| Étape 2    | 2 juin   | SS7  | 7 h 57  | Tour d'Aï 1              | 21,79 km | 1er              | 10 min 55 s 0    | 119,76 km/h      | 1er   |
| Étape 2    | 2 juin   | SS8  | 8 h 43  | Col de la Croix 1        | 11,92 km | 1er              | 6 min 01 s 7     | 118,64 km/h      | 1er   |
| Étape 2    | 2 juin   | SS9  | 10 h 23 | Lavey - Bex 2            | 6,98 km  | 1er              | 4 min 49 s 2     | 86,89 km/h       | 1er   |
| Étape 2    | 2 juin   | SS10 | 11 h 07 | Tour d'Aï 2              | 21,79 km | 1er              | 10 min 51 s 6    | 120,39 km/h      | 1er   |
| Étape 2    | 2 juin   | SS11 | 11 h 55 | Col de la Croix 2        | 11,92 km | 1er              | 5 min 57 s 0     | 120,20 km/h      | 1er   |
| Étape 2    | 2 juin   | SS12 | 14 h 24 | Collonges 1              | 7,43 km  | 1er              | 4 min 12 s 9     | 105,77 km/h      | 1er   |
| Étape 2    | 2 juin   | SS13 | 15 h 18 | Champéry - Champoussin 1 | 12,04 km | 1er              | 7 min 25 s 0     | 97,40 km/h       | 1er   |
| Étape 2    | 2 juin   | SS14 | 17 h 02 | Collonges 2              | 7,43 km  | 1er              | 4 min 09 s 5     | 107,21 km/h      | 1er   |
| Étape 2    | 2 juin   | SS15 | 17 h 56 | Champéry - Champoussin 2 | 12,04 km | Spéciale annulée | Spéciale annulée | Spéciale annulée | 1er   |
| Sources, : |          |      |         |                          |          |                  |                  |                  |       |

## 24 Heures du Mans
Six ans après sa deuxième place du général acquise avec Pescarolo Sport, Sébastien Loeb renoue avec l'univers des 24 Heures du Mans en participant à la journée test officielle de l'événement le 3 juin 2012. C'est au sein de sa propre écurie que le champion du monde des rallyes effectue le déplacement avec la perspective de préparer un engagement complet du Sébastien Loeb Racing pour l'édition 2013 de la plus célèbre course d'endurance. L'Alsacien se relaye avec Nicolas Marroc et Jean-Karl Vernay sur le circuit de la Sarthe au volant de l'Oreca 03-Nissan acquise en début d'année par la structure de Soultz-sous-Forêts, quelques jours après avoir effectué le rodage du prototype à Magny-Cours. Les trois hommes terminent la séance en ayant enregistré le dix-huitième temps du classement général et le cinquième de la catégorie LMP2, à moins d'une seconde de la meilleure marque établie par la Morgan numéro 35 d'OAK Racing : « Dans un premier temps, pas facile de remonter dans un proto quand on ne roule pas régulièrement dans cette discipline. J’ai fait une séance d’essais à Magny-Cours en début de semaine : il s’agissait de mes premiers tours avec une LMP2. Je n’avais plus roulé au Mans depuis mon expérience en 2006. C’est une sensation bizarre au volant… Les points de corde, je les vois une fois que je suis passé ! J’ai eu un peu de mal à prendre mes marques ce matin mais les bonnes sensations sont revenues et c’est vraiment sympa. Notre objectif était d’y aller progressivement, sans prendre de gros risques tout en essayant d’améliorer les réglages et surtout d’être en confiance avec la voiture. Les résultats sont bons, pari gagné ! »,.

## X Games XVIII
C'est en réponse à un défi lancé par le champion de sports extrêmes Travis Pastrana que Sébastien Loeb annonce sa participation à l'épreuve de RallyCross des X Games XVIII, les deux hommes partageant le même sponsor, Red Bull, organisateur historique de l’événement. Pour satisfaire cet engagement, une Citroën DS3 modifiée de 545 ch et baptisée Citroën DS3 XL est spécialement mise au point dans les ateliers de Satory de la marque aux chevrons. L'engin est aussitôt testé et éprouvé par le champion du monde en personne sur le circuit de Dreux : « Grâce aux quatre roues motrices et à la puissance, cette DS3 pousse effectivement très fort ! Nous avons profité de ces essais pour tester différents réglages. Nous savons toutefois que les circuits américains sont très différents et nous devrons donc adapter rapidement la voiture aux conditions. »,,.
Organisée sur le Gilbert Lindsay Plaza, à l'intérieur du Los Angeles Convention Center, la compétition fait également office de troisième manche du Global RallyCross Championship, série dans laquelle évolue Marcus Grönholm depuis sa retraite du WRC, offrant ainsi l'occasion à Loeb de retrouver son ancien rival. Le duel n'aura finalement pas lieu, le Finlandais étant victime d'un violent accident durant les essais libres du samedi qui le conduira à l'hôpital et conditionnera la fin prématurée de sa carrière sportive,. Le Français réalise quant à lui le troisième temps de la séance, sept dixièmes derrière la meilleure marque de l'Américain Ken Block.
Affecté au groupe B des phases qualificatives face à Stéphane Verdier, Bucky Lasek et Tanner Foust, champion en titre du Global RallyCross, Loeb prend l'avantage en négociant l'intérieur du premier virage et s'échappe progressivement en tête. Augmentant son avance tour après tour, il remporte sa série en signant le meilleur temps global des qualifications, trois secondes devant Foust, et s'adjuge ainsi la pole position pour la finale. Cette dernière est organisée quelques heures plus tard le dimanche 1er juillet 2012. Partageant la première ligne aux côtés de Samuel Hübinette, David Binks et Sverre Isachsen, l'Alsacien récidive en se hissant en tête à l'issue de la première courbe. Derrière lui, Tanner Foust parvient à s'extraire du peloton au prix de multiples contacts et occupe le rang de premier poursuivant. Loeb distance l'Américain de plusieurs secondes lorsque la course est neutralisée au milieu du deuxième tour, la voiture accidentée d'Isachsen bloquant la piste. Un nouveau départ est donné, dominé une nouvelle fois par le champion du monde des rallyes qui s'échappe rapidement en tête. Il conservera la tête de la course jusqu'à l'arrivée, distançant les spécialistes américains Ken Block et Brian Deegan de plus de dix secondes, et remporte la médaille d'or de l'épreuve pour sa première participation aux X Games : « Le week-end se termine bien et je suis évidemment heureux de cette médaille d'or, mais j'avoue que j'ai du mal à me réjouir de cette victoire en sachant que mon meilleur ennemi Marcus Grönholm est à l'hôpital après sa sortie de piste. Nous nous réjouissions tous les deux à l'idée de cet affrontement et c'est dommage qu'il n'ait pas eu lieu. Pour ma première course de Rallycross, j'ai rapidement réalisé que le départ était primordial. Comme j'étais un peu plus rapide que les autres en essais libres, je savais qu'un bon envol m'assurait quasiment la victoire. Je venais ici avec l'espoir de gagner et c'est bien d'y être arrivé ! ».
| Catégorie  | N°      | Équipe                               | Équipe                               | Équipe                               | Voiture        | Voiture        |
| ---------- | ------- | ------------------------------------ | ------------------------------------ | ------------------------------------ | -------------- | -------------- |
| Supercar   | 72      | Hansen Motorsport / Red Bull Citroën | Hansen Motorsport / Red Bull Citroën | Hansen Motorsport / Red Bull Citroën | Citroën DS3 XL | Citroën DS3 XL |
| Date       | Heure   | Phase                                | Temps                                | Tours                                | Écart          | Clas.          |
| 30 juin    | 17 h 00 | Essais Libres                        | 40.76                                |                                      | +0.72          | 3e             |
| 1er juil   | 12 h 45 | Heat 1 - Course 2                    | 3 min 02 s 28                        | 4                                    | -              | 1er            |
| 1er juil   | 12 h 45 | Heat 1 - Général                     | 3 min 02 s 28                        | 4                                    | -              | 1er            |
| 1er juil   | 16 h 00 | Finale                               | 4 min 32 s 584                       | 6                                    | -              | 1er            |
| Sources, : |         |                                      |                                      |                                      |                |                |

## Mitjet 2L Supersport
Sébastien Loeb profite de la pause estivale du championnat WRC pour effectuer sa première participation à une manche de la série Mitjet, formule de promotion à bas coût créée par Jean-Philippe Dayraut, triple vainqueur du Trophée Andros, et dont la nouvelle catégorie reine basée sur un moteur 2 L Renault fit son apparition cette année-là. Organisé dans le cadre du GT Tour, l'événement se déroule sur le circuit de Nevers Magny-Cours et rassemble seize concurrents, l'Alsacien se limitant pour sa part à la moitié des courses au programme en partageant l'une des voitures à châssis tubulaire acquise par son écurie avec son beau-frère Dominique Rebout.
Le champion du monde des rallyes découvre le fonctionnement de l'auto lors des essais privés du vendredi et signe le quatrième temps, à plus d'une seconde de la meilleure marque établie par Dayraut. Il se classe troisième de sa séance qualificative, organisée en fin d'après-midi dans des conditions humides et piégeuses, améliorant légèrement l'écart concédé sur le créateur de la discipline, auteur de la pole position.
Le départ de la première course est donné le lendemain sur une piste fortement détrempée. Parti en deuxième ligne, Loeb se fait déborder par Lionel Mazars, leader du championnat, et se retrouve roues dans roues face à Stéphane Georges. L'Alsacien résiste à la pression puis reprend la position concédée à Mazars en réalisant l'extérieur dans un virage. Il se hisse à la deuxième place avant la fin du premier tour en profitant d'un travers de Ronald Basso puis entame une remontée sur Jean-Philippe Dayraut. Il rejoint le pilote de tête dans la boucle suivante et parvient à prendre le dessus dans la chicane précédant la ligne droite des stands. Désormais en tête, il esquive de multiples attaques portées par son adversaire sans jamais parvenir à se détacher. Victime d'un tête-à-queue intégral à deux tours de l'arrivée, il parvient à conserver la tête de la course en redressant sa voiture à temps. L'offensive de Dayraut gagne en intensité dans les derniers kilomètres, permettant au pilote toulousain de reprendre brièvement la première position avant de la céder aussitôt. Il entreprend un ultime dépassement dans le virage précédant le drapeau à damiers mais manque son point de freinage et glisse sur le bas-côté. Loeb franchit la ligne d'arrivée en tête et s'impose pour sa première participation en Mitjet.
Dixième sur la grille de départ de la deuxième course, l'Alsacien se faufile dans le peloton et gagne trois positions à l'issue du premier tour. Prenant l'aspiration en bout de ligne droite, il tente l'extérieur au virage du Château d'Eau et double Andréa Dubourg puis Lionel Mazars dans la même manœuvre mais doit aussitôt abandonner la position gagnée au leader du championnat lors de la phase de réaccélération. Il dispose définitivement de Mazars au même endroit lors du tour suivant puis prend le dessus sur Michaël Guedj en plongeant dans l'intérieur du virage du Lycée. Désormais quatrième, Loeb entame une remontée sur Grégor Raymondis et Jean-Philippe Dayraut, dépassant finalement les deux hommes peu avant la fin de la course. Affichant un déficit de plus de six secondes sur le leader Ronald Basso, il entreprend de revenir au contact de son adversaire et signe de solides chronos successifs. Il franchira finalement la ligne d'arrivée en seconde position après avoir résorbé les trois quarts de son retard,.
| N° | Équipe                | Équipe                             | Équipier         | Équipier         | Équipier         | Équipier         |
| --- | --------------------- | ---------------------------------- | ---------------- | ---------------- | ---------------- | ---------------- |
| 6 | Sébastien Loeb Racing | Sébastien Loeb Racing              | Dominique Rebout | Dominique Rebout | Dominique Rebout | Dominique Rebout |
| Date | Heure                 | Phase                              | Temps            | Tours            | Écart            | Clas.            |
| 13 juil | 11 h 40               | Essais Privés                      | 1 min 59 s 468   | 13               | +1 s 497         | 4e               |
| 13 juil | 19 h 15               | Essais Qualificatifs - Pilotes A ‡ | 2 min 46 s 141   | 3                | +16 s 381        | 12e              |
| 13 juil | 19 h 33               | Essais Qualificatifs - Pilotes B   | 2 min 28 s 658   | 4                | +1 s 357         | 3e               |
| 14 juil | 12 h 03               | Course 1 - Pilotes A ‡             | 24 min 00 s 667  | 9                | +1 min 37 s 038  | 15e              |
| 14 juil | 16 h 21               | Course 1 - Pilotes B               | 21 min 48 s 195  | 9                | -                | 1er              |
| 15 juil | 9 h 13                | Course 2 - Pilotes A ‡             | 22 min 57 s 126  | 10               | +57 s 292        | 6e               |
| 15 juil | 18 h 41               | Course 2 - Pilotes B               | 19 min 43 s 678  | 10               | +1 s 433         | 2e               |
| |                       |                                    |                  |                  |                  |                  |
| Légende : ‡ — Cette partie de l'épreuve fut intégralement prise en charge par le coéquipier de Sébastien Loeb. |                       |                                    |                  |                  |                  |                  |
| Sources, : |                       |                                    |                  |                  |                  |                  |

## Championnat de France FFSA GT
Trois semaines après sa neuvième et dernière consécration en WRC, Sébastien Loeb participe pour la deuxième année consécutive aux épreuves GT disputées lors de la finale du GT Tour sur le circuit Paul Ricard. Au volant d'une McLaren MP4-12C GT3 de sa propre écurie, l'Alsacien est associé à Gilles Vannelet, ancien champion d'Europe de la discipline : « J'ai déjà gagné en Cup, mais je ne me suis jamais imposé en GT. Je vais donc tenter de mettre fin à cela ! Avec Gilles, un des meilleurs pilotes B du plateau, les ambitions seront grandes même si le niveau est très relevé en France, nous avons d’ailleurs pu le constater avec le team tout au long de l’année. »,,.
Les deux hommes achèvent les essais privés du vendredi en dixième et seizième position. Vannelet se classe septième de sa séance qualificative comptant pour la première course, à une seconde de la pole position signée par David Hallyday sur Audi R8 LMS Ultra. Affecté au groupe des pilotes exclusivement professionnels, Loeb termine sa session au même rang, réduisant l'écart sur le chrono de référence d'Anthony Beltoise à moins de huit dixièmes et pointant à la première place parmi les engagés évoluant sur McLaren.
Un violent carambolage en milieu de peloton impliquant les véhicules de Jean-Luc Beaubelique, Jean-Marc Quintois et Éric Clément perturbe le départ de la première course. Cinquième au moment d'aborder la première courbe, Gilles Vannelet parvient à gravir une position supplémentaire en dépassant Nicolas Metairie dans la ligne droite du Mistral juste avant la sortie du Safety Car. L'épreuve restera neutralisée pendant près de vingt minutes en raison d'un incendie ravageant l'Audi numéro 38 accidentée. Vannelet poursuit sa progression lors de la réinitialisation, prenant le dessus sur David Hallyday à l'aspiration au terme d'une passe d'armes entre les deux hommes, puis réalise aussitôt l'intérieur sur la Ferrari 458 Italia de Fabien Barthez. Pointant désormais en seconde position, il rejoint le pilote de tête Henry Hassid et porte plusieurs attaques pour le gain de la première place mais sans parvenir à trouver l'ouverture, la Porsche 911 GT3 R se révélant plus véloce à l'accélération. L'ensemble des concurrents évoluant aux avant-postes effectuent leur relais au même moment, dès l'ouverture de la fenêtre temporelle. Sébastien Loeb rejoint la piste en troisième position, doublé dans les stands par Laurent Cazenave, et doit aussitôt esquiver plusieurs attaques de Stéphane Ortelli. L'Alsacien parvient à se constituer une marge de sécurité mais cède son rang quelques tours plus tard à Morgan Moullin-Traffort, auteur d'une remonté offensive depuis sa prise de relais. Il récupère sa troisième position en réalisant l'intérieur sur Cazenave au bout de la ligne droite des stands avant de se retrouver sous la menace d'Olivier Panis, engageant un duel entre les deux hommes. L'ancien pilote de Formule 1 parviendra à prendre le dessus à l'aspiration avant que Loeb ne réintègre finalement sa place sur le podium en réalisant l'intérieur à quelques tours de l'arrivée : « Gilles est un habitué des excellents départs et il l'a encore montré ! Il fait un très bon relais et me rend la voiture deuxième. On ressort des stands à la quatrième position et je me retrouve face à des références du championnat. Ce n'était pas simple de se mettre dans le rythme ! Nous avons eu une superbe bataille et obtenir un podium après une telle course, c’est très sympa. »,.
La destruction de l'Audi numéro 38 permet à l'Alsacien de s'élancer en sixième position au départ de la deuxième course. Un nouvel incident impliquant plusieurs pilotes et provoquant l'abandon de Soheil Ayari a lieu dès le premier virage. Loeb se voit contraint de s'écarter vers l'extérieur pour éviter une collision mais se retrouve percuté par l'arrière, entraînant la perte d'un déflecteur aérodynamique et un comportement sous-vireur de sa McLaren en raison de dommages causés à la direction. Le Safety Car est une nouvelle fois sollicité, neutralisant la compétition durant près d'une dizaine de minutes. Septième au moment de la reprise, le champion du monde des rallyes attaque aussitôt l'Audi R8 LMS Ultra de Laurens Vanthoor et dépasse le Belge dans la ligne droite du Mistral. Il réalise l'intérieur sur Stéphane Ortelli dans la courbe de Signes un tour plus tard puis porte plusieurs attaques sur Franck Perera. L'abandon d'Anthony Beltoise sur problème moteur lui permet d'accrocher la quatrième place. Il cède deux positions au profit d'Ortelli et de Grégory Guilvert peu avant l'ouverture de la fenêtre temporelle déclenchant les passages de relais. Gilles Vannelet rejoint la piste en septième position et entame une remontée offensive. Il double coup sur coup Romain Monti, Paul Lamic et David Hallyday dans la ligne droite du Mistral puis prend le dessus sur Roland Bervillé dans la courbe de Signes. Il accroche la deuxième place en réalisant l'aspiration sur Fabien Barthez avant d'être victime d'un tête-à-queue en sortie de virage et d'abandonner trois positions. À trois tours de l'arrivée, Vannelet parvient à revenir au contact de la Porsche numéro 1. Un accrochage entre les deux Ferrari occupant la tête provoque finalement l'abandon de Barthez et lui permet de récupérer la quatrième place. Il accédera au podium juste avant le drapeau à damiers en prenant l'ascendant sur Berville dans la ligne droite du Mistral : « Nous avions envie de finir à une meilleure position, mais je suis malgré tout content de terminer sur le podium. J’ai pris un bon départ mais ça frictionnait un peu et j’ai pris large pour éviter les ennuis. Malheureusement, j’ai été touché et la voiture a été abîmée en conséquence. Le comportement de l’auto se dégradait et ce n’était pas simple de tenir le rythme. Nous aurions pu obtenir un meilleur résultat, mais deux podiums en un week-end, c’est bien. »,,.
| Catégorie | N°      | Équipe                   | Voiture             | Voiture             | Équipier        | Équipier        | Équipier        |
| --- | ------- | ------------------------ | ------------------- | ------------------- | --------------- | --------------- | --------------- |
| GT3 | 17      | Sébastien Loeb Racing    | McLaren MP4-12C GT3 | McLaren MP4-12C GT3 | Gilles Vannelet | Gilles Vannelet | Gilles Vannelet |
| Date | Heure   | Phase                    | Temps               | Tours               | Écart           | Clas. Cat.      | Clas.           |
| 26 oct | 10 h 30 | Essais Privés 1          | 1 min 32 s 372      | 11                  | +2 s 154        | 10e             | 10e             |
| 26 oct | 15 h 15 | Essais Privés 2          | 1 min 35 s 214      | 22                  | +3 s 201        | 16e             | 16e             |
| 27 oct | 8 h 20  | Essais Qualificatifs 1 ‡ | 1 min 33 s 342      | 9                   | +1 s 058        | 7e              | 7e              |
| 27 oct | 8 h 50  | Essais Qualificatifs 2   | 1 min 31 s 923      | 6                   | +0 s 784        | 7e              | 7e              |
| 27 oct | 12 h 00 | Course 1                 | 1 h 00 min 14 s 596 | 36                  | +8 s 549        | 3e              | 3e              |
| 28 oct | 14 h 50 | Course 2                 | 1 h 00 min 46 s 794 | 39                  | +2 s 714        | 3e              | 3e              |
| |         |                          |                     |                     |                 |                 |                 |
| Légende : ‡ — Cette partie de l'épreuve fut intégralement prise en charge par le coéquipier de Sébastien Loeb. |         |                          |                     |                     |                 |                 |                 |
| Sources, : |         |                          |                     |                     |                 |                 |                 |